# Знаменская церковь (Дубровицы)
Церковь Зна́мения Пресвятой Богоро́дицы (Знаменская церковь) — приходской православный храм в посёлке Дубровицы городского округа Подольск Московской области, часть архитектурного ансамбля усадьбы Дубровицы, некогда принадлежавшей представителям дворянских семей Морозовых, Голицыных и Дмитриевых-Мамоновых. Входит в состав Подольского благочиния Подольской епархии Русской православной церкви. Главный престол храма освящён в честь древненовгородской иконы Знамение Божией Матери.
Знаменская церковь отличается от других русских храмов рубежа XVII—XVIII веков устремлённой ввысь центрической композицией, 12-лепестковым планом и центральным столбом, увенчанным ажурной золочёной короной.

## История
Впервые село Дубровицы упоминается в 1627 году, тогда это была вотчина боярина Ивана Васильевича Морозова († 1655). В то время усадьба Дубровицы была небольшой; в ней был боярский двор, коровник, несколько изб для дворовых людей и деревянная церковь во имя пророка Илии. Никакого крестьянского селения здесь не было. В 1662 году здесь была возведена новая деревянная церковь, освящённая 18 (28) декабря того же года.
В 1688 году усадьбу Дубровицы купил сподвижник Петра I князь Борис Алексеевич Голицын.
Новая церковь построена при князе Борисе Голицыне из белого камня из Сьянских подземных каменоломен на высоком берегу мыса, образованного слиянием рек Десны и Пахры. Если внимательно присмотреться к стенам и колоннам этого сооружения, то можно заметить не только их великолепие, но и некоторые следы спешки или небрежности, которые проявились в процессе выбора плит и блоков известняка. Большинство блоков, из которых сложены белокаменные стены, были вырублены из известняка серовато-белого и белого цветов, отличающегося по плотности и пористости. На поверхности стен и скульптур можно обнаружить следы древней карбоновой фауны. 
Она знаменита своей уникальной баро́чной архитектурой, нетипичной для русского храмового зодчества, а также своей загадочной историей. На её месте в 1662—1690 годах действовала деревянная Ильинская церковь, которую по указанию царя Петра I разобрали и перенесли в соседнюю деревню Лемешово. Каменный храм в Дубровицах был заложен 22 июля (1 августа) 1690 года. Время постройки — с 1690 по 1699 год, освящён храм в 1704 году.
Впервые описание Знаменской церкви встречается в рукописи священника села Дубровицы Сергия Романовского «Вероятное известие о знаменитом Храме Московской Губернии Подольской округи в селе Дубровицах … », датируемой 1784 годом (то есть спустя 80 лет после освящения церкви). О строительстве церкви в Дубровицах, длившемся более 10 лет, не сообщал в своих бумагах и сам князь Борис Голицын.
Судя по всему, в строительстве участвовали иностранные мастера, приглашённые князем Голицыным специально для этой цели. Так, искусствовед Алексей Греч, писавший о Дубровицах в 1925 году , приводил замечание секретаря австрийского посольства Иоганна Корба (из его дневника, изданного в 1700 году) о Голицыне, построившем в Москве «палаты достойные величия его рода», что «он держит у себя на службе итальянских зодчих», которые возвели в его поместьях — Дубровицах и Вязёмах — «два весьма красивых храма».
Греч, однако, подверг сомнению это сообщение, так как храм в Вязёмах был построен ещё Борисом Годуновым, а в создании дубровицкого храма, близкого, по его мнению, к произведениям южно-германского барокко с его «тяжёлой пышностью декоративных форм», «участие итальянских строителей сомнительно».
В современном понимании, итальянские архитекторы и были основными проводниками южно-германского стиля, а сам стиль базировался на южно-итальянских композиционных приемах.

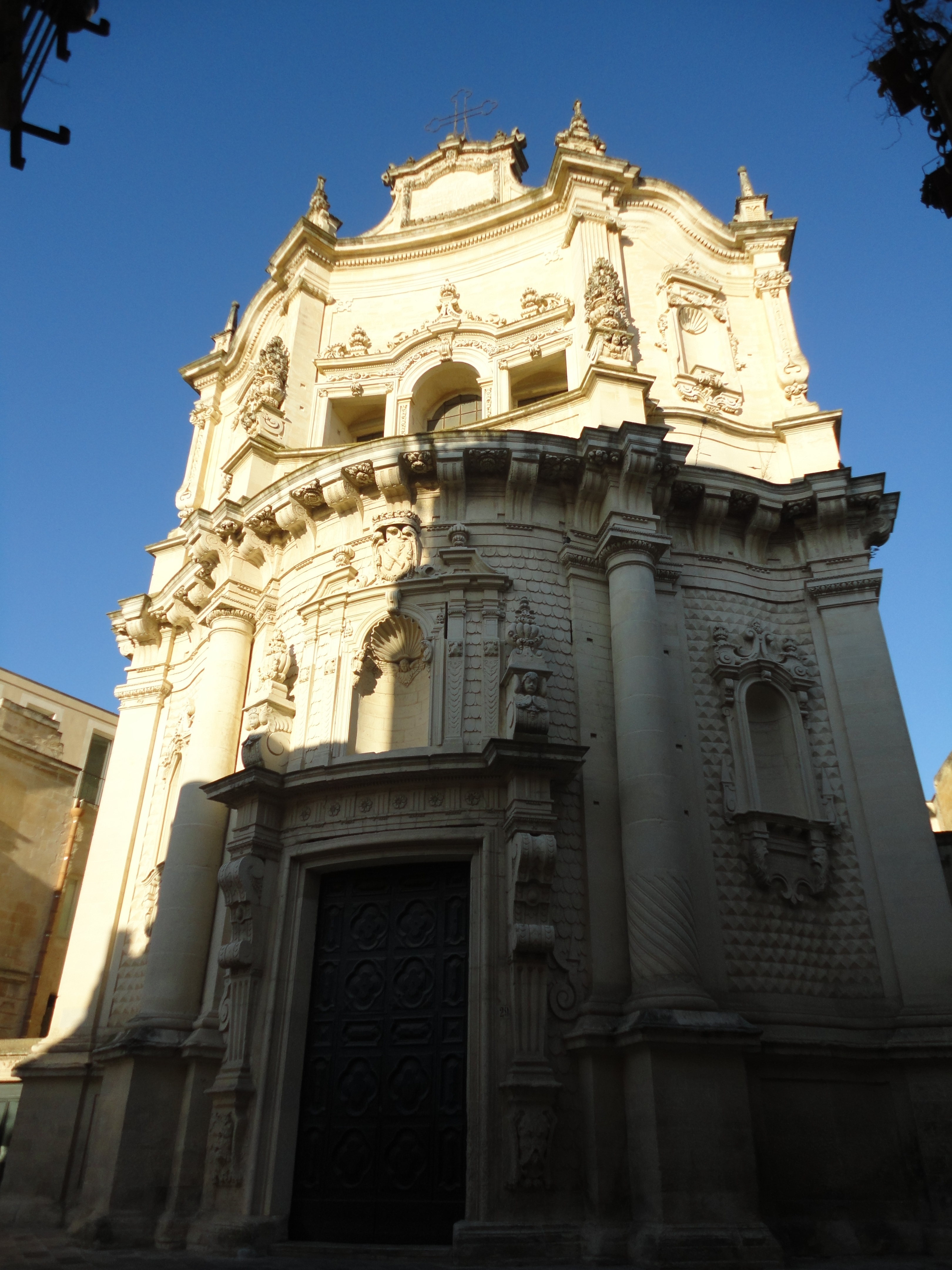
Церковь Святого Матфея в Лечче. Построена в 1667—1700 годах. Архитектор Лардуччи ди Сало, племянник Франческо Борромини. Обращает на себя внимание нижняя часть колонны справа от входа, где начали наносить на неё фактурный орнамент.

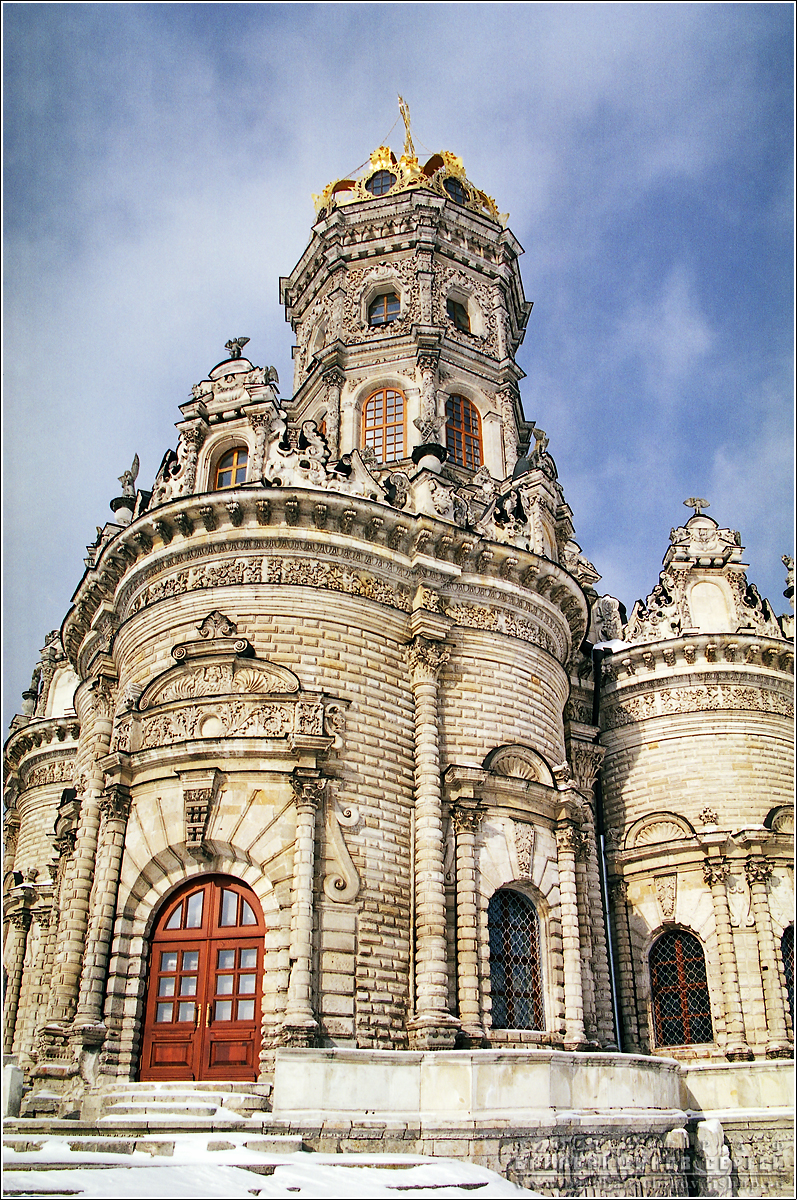
Храм Знамения Богородицы в Дубровицах

Фаворит царевны Софьи Василий Васильевич Голицын («Великий Голицын») в начале 1689 года издал грамоту «О дозволении приезжать в Россию и селиться французским эмигрантам евангелической веры» и завязал особые близкие контакты с представителями католического ордена Иисуса. Однако в то время в Москве не было ни одного разрешённого властями католического храма, напротив протестантских церквей уже было три. К тому же, «Вечный мир» с Польшей и выкуп Киева привёл к появлению в Москве славян-католиков. Появилась большая потребность в создании для них каменного католического храма. Первая деревянная католическая молельня (sacellum) во имя Пресвятой Троицы была освящена 7 (17) июня 1685 года (в Троицын день) в Немецкой слободе под Москвой.
Но после «падения» царевны Софьи, 7 (17) сентября 1689 года, князь Василий Голицын был отстранён царём Петром от всех государственных дел, в том числе многочисленных строек в Москве и отправлен в ссылку.
Его двоюродный брат князь Борис Голицын также подвергся временной опале, хотя и был ближайшим соратником царя Петра и выступил на его стороне в конфликте с царевной Софьей.
Князь Борис был к тому же воспитателем Петра I и даже стал позднее одним из четырёх руководителей страны во время двухлетнего отсутствия царя в России во время Великого посольства вместе с князь-«кесарем» Ромодановским, боярином Львом Нарышкиным и боярином Петром Прозоровским.
В июле 1690 года после прекращения царской опалы и получения боярского достоинства сугубо православный князь Борис Голицын в имении Дубровицы развернул большое строительство необыкновенной церкви с подвальными нишами для склепов, изначально засыпанных землёй и освобождённых от неё лишь в начале  2000-х годов.
По всей видимости, строительство дубровицкого храма было завершено в 1696 году. Строительные леса были сняты, и перед глазами предстала вся красота здания. В начале 1697 года в Дубровицы приехал архиепископ Холмогорский и Важский Афанасий (Любимов), чтобы осмотреть новый храм. Он был поражён его красотой и изящным оформлением. По его словам, «церковь такова удивительная и резная вся в вольную сторону, и таким образцом и переводом, что такой и в Москве удивительной по нынешнее время не было» . Вероятно, в тот же период иностранные мастера получили окончательный расчёт и разрешение покинуть Россию.
Первым иностранным визитёром, освидетельствовавшим в 1698 году церковь в Дубровицах, был католический архиепископ Фернан Пальма д'Артуа. В понедельник, 28 июля 1698 года в Дубровицах с Его Святейшеством находились императорские миссионеры, князь Голицын с домочадцами, чрезвычайный посол Священной Римской империи граф Гвариент-Раалль и его свита .

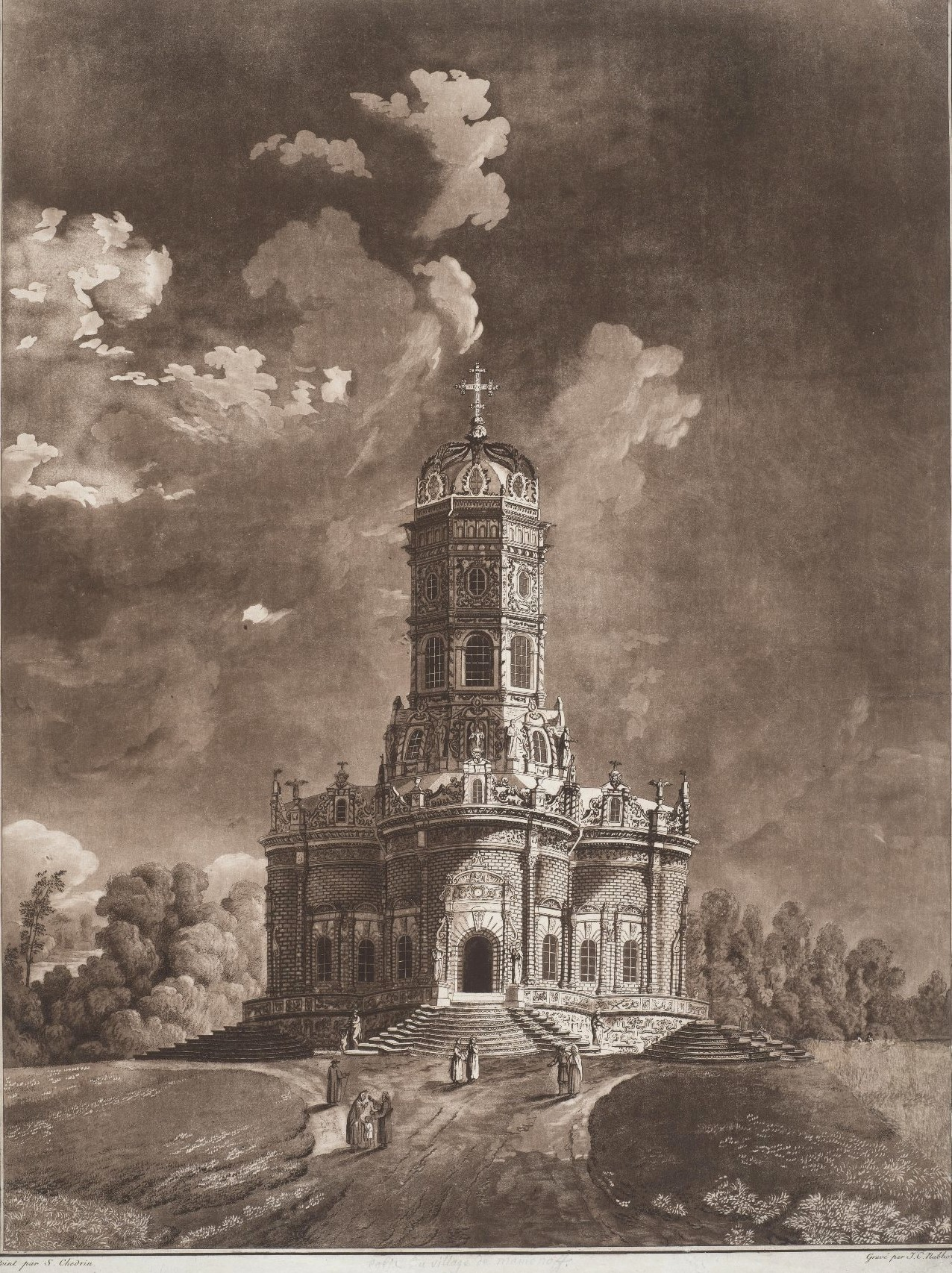
Церковь Знамения в Дубровицах. Гравёр И. Х. Набгольц, по рисунку С. Ф. Щедрина. Коллекция ГИМ (офорт во времена Дмитриева-Мамонова с гравюры 1790-х годов)

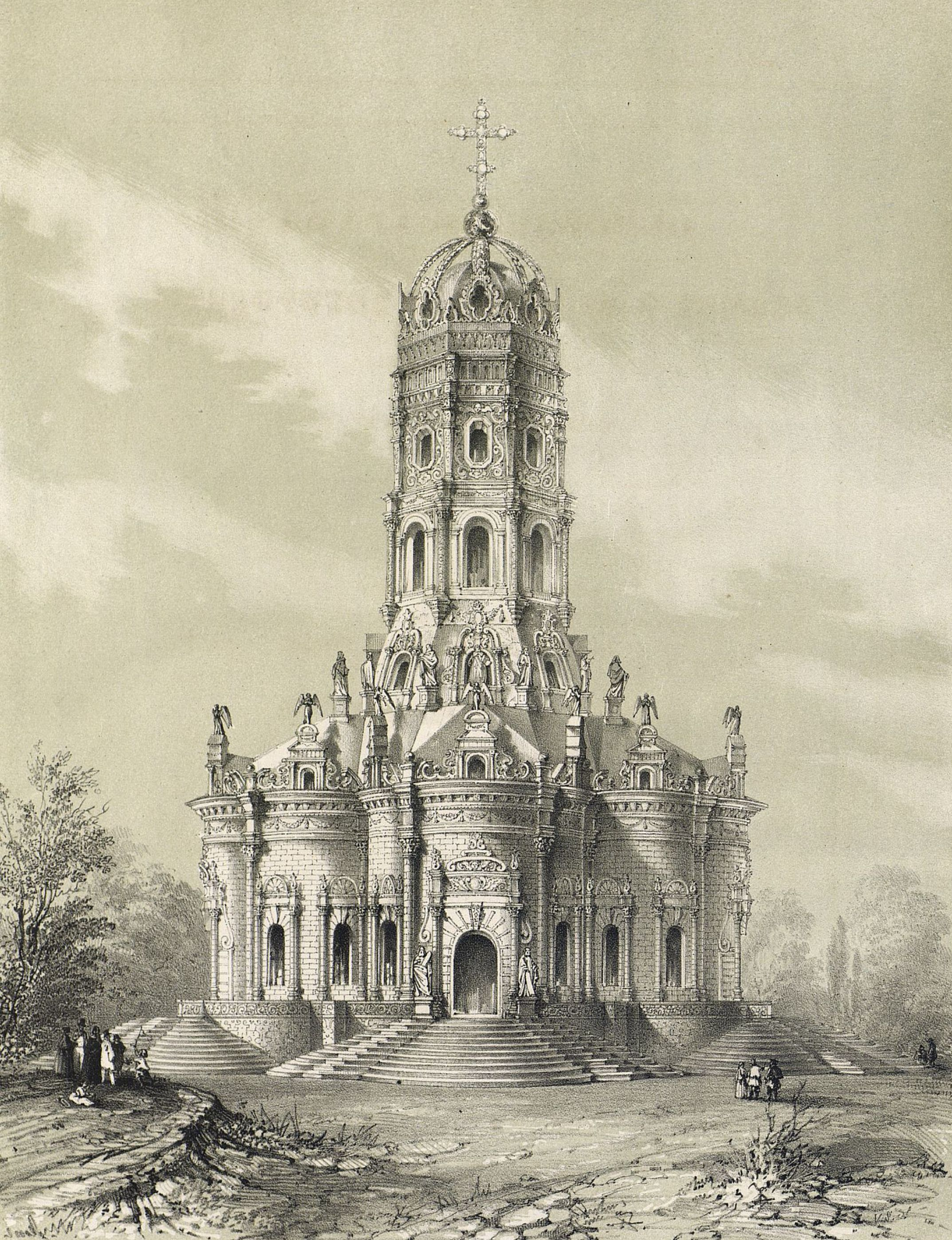
Храм Знамения Пресвятой Богородицы в с. Дубровицах (литография Ф. Дрегера в книге
А. Ф. Вельтмана — «Обновление Храма Знамения…», издание 1850 года)

В 1920-х годах появляется гипотеза об авторстве проекта храма. Согласно этой гипотезе, считается, что автором проекта был швед-лютеранин Никодемус Тессин-младший. 
Существует упомянутая ещё Вельтманом и Гречем версия (основанная на подписях на поздних описательных чертежах и планах 1780-х годов и на упоминании в письмах современников архитектором церкви некоего «Тессинга»), что проект разрабатывал шведский архитектор Никодемус Тессин Младший.
Сам Тессин Младший на итальянском языке писал свою фамилию полностью как «Tessin il Giovane» и, вероятно, сокращенно «Tessin G» для отличия от своего отца, Никодемуса Тессина Старшего, тоже архитектора и полного своего тёзки.

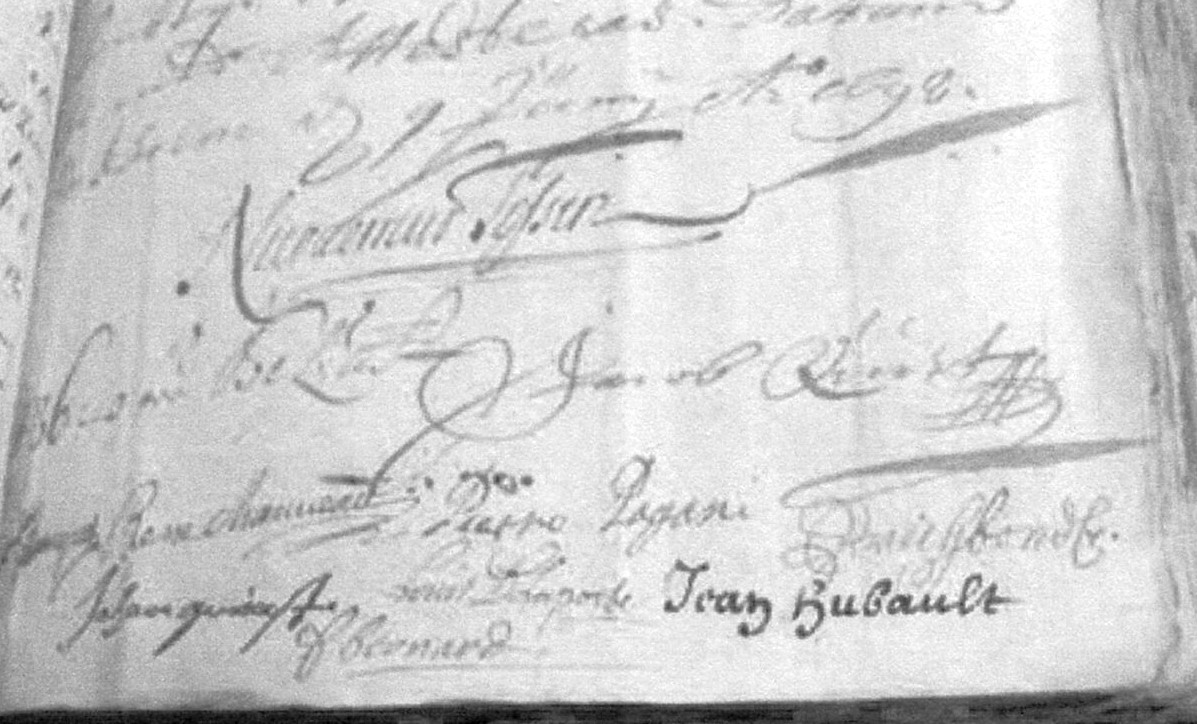
Квитанция 1700 года за выплаты денег по строительству Королевского дворца в Стокгольме с латинизированной подписью посередине "Nicodemus Tessin" и редуцированной прописной буквой "g" в завитке росписи.

Тессин Младший был учеником итальянских архитекторов Лоренцо Бернини, Карло Фонтана и итальянского живописца, антиквара, историографа и теоретика искусства Джованни Пьетро Беллори, испытавшим влияние в своём творчестве и других недавно умерших архитекторов того времени Франсуа Мансара и особенно гениального Франческо Борромини.
В Риме на вилле Боргезе (её посещение упоминается в дневнике Тессина) находится здание, крышу которое украшают крылатые существа и шары на тумбах (как было  и  в Дубровицах до обновления в 1850 году) — это Вольер работы Джироламо Райнальди, законченный в 1616 году.

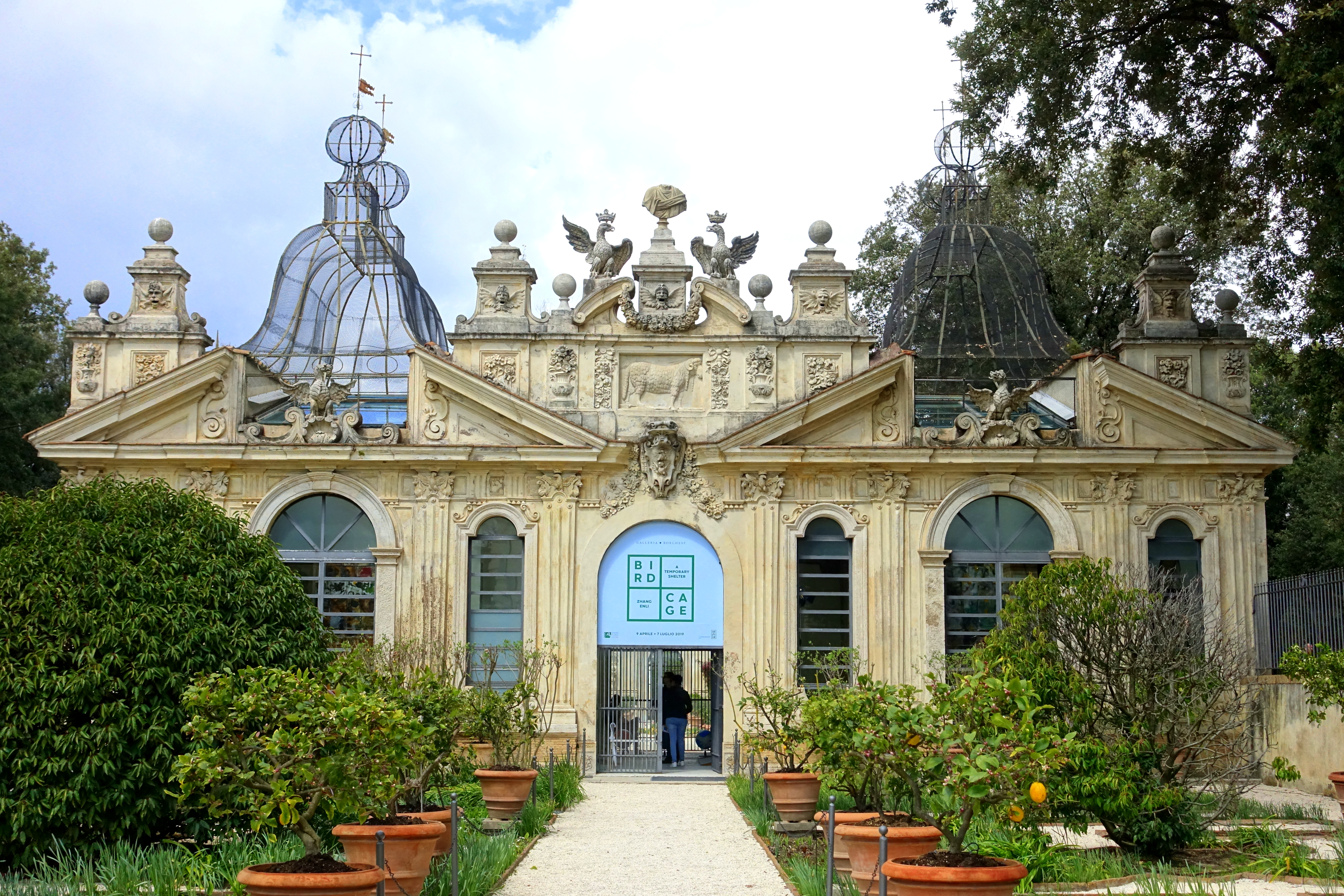
Casino_della_Meridiana,_Carlo_Rainaldi,_1688_-_Galleria_Borghese_-_Rome,_Italy_-_DSC04843

Исследователи полагают, что по проектам Тессина были возведены в России две церкви, первой была церковь в Перове для Петра Голицына (разрешение на строительство — 1680 год, начало строительства, предположительно, 1699 год, когда храм в Дубровицах уже был построен), которая, по мнению сторонников этой гипотезы, ближе следовала проекту Тессина, в то время как церковь в Дубровицах «ушла» от проекта в сторону помпезности. Сторонники гипотезы о проекте Тессина считают, что часть декоративных изменений в проекте вполне соотносится с арсеналом изобразительных средств, доступных Тессину: люкарны над фасадными долями, характерные для шведского барокко и мелкий руст, известный Тессину после его обучения в Италии. Однако они упускают, что те же инструменты были знакомы и другим архитекторам того времени. Другим проектом Тессина, который получил в свое распоряжение Борис Голицын, был проект церкви в Кунгсоре, по которому была построена церковь Рождества Пресвятой Богородицы в Марфино. Так ли было на самом деле и каким образом проекты Тессина попали к Голицыным — не известно, однако по преданию, в 1708 году крепостной архитектор князя Бориса Голицына Владимир Иванович Белозеров был высечен (и, по тому же преданию, скончался при экзекуции, будучи пожилым человеком 59 лет от роду) за самовольный отход от проекта (установку подкупольных столбов) при строительстве церкви в Марфино (освящена в сентябре 1707 года, а Белозеров скончался в ноябре 1708-го). 
В 1724 году Петр I написал Тессину личное письмо «за проектом Кафедрального собора для Петербурга», так как царь не был доволен представленными ему проектами других архитекторов для своего нового главного собора столицы. Значение будущего Андреевского собора для царя и его новой столицы было исключительно велико. Пётр I, почитавший святого апостола Андрея своим небесным покровителем, в 1698 году учредил орден Андрея Первозванного, высшую награду России, а в 1699 году — военно-морской Андреевский флаг.
16 (27) мая 1703 года Пётр Великий основал Санкт-Петербург, заложив в основание крепости золотой ковчег с мощами святого апостола Андрея. Центр новой столицы царь создавал напротив крепости, на Васильевском острове, наметив соорудить к востоку от здания Двенадцати Коллегий новую большую центральную площадь города, ограниченную проектируемым Тессином кафедральным собором для кавалеров ордена Андрея Первозванного. 
При этом Пётр I никогда не был в Швеции и не видел лично творений зодчего ни на его родине, ни более поздно построенных в остальной Европе, но тем не менее, после войны со Швецией царь передал важнейший заказ на огромный центральный столичный кафедральный собор Св.Андрея, проектируемый на самом видном месте новой столицы именно шведу Тессину Младшему. Следовательно, ранее какое-то хорошо известное Петру религиозное сооружение архитектора ему очень понравилось — это могла быть только церковь в Дубровицах. 

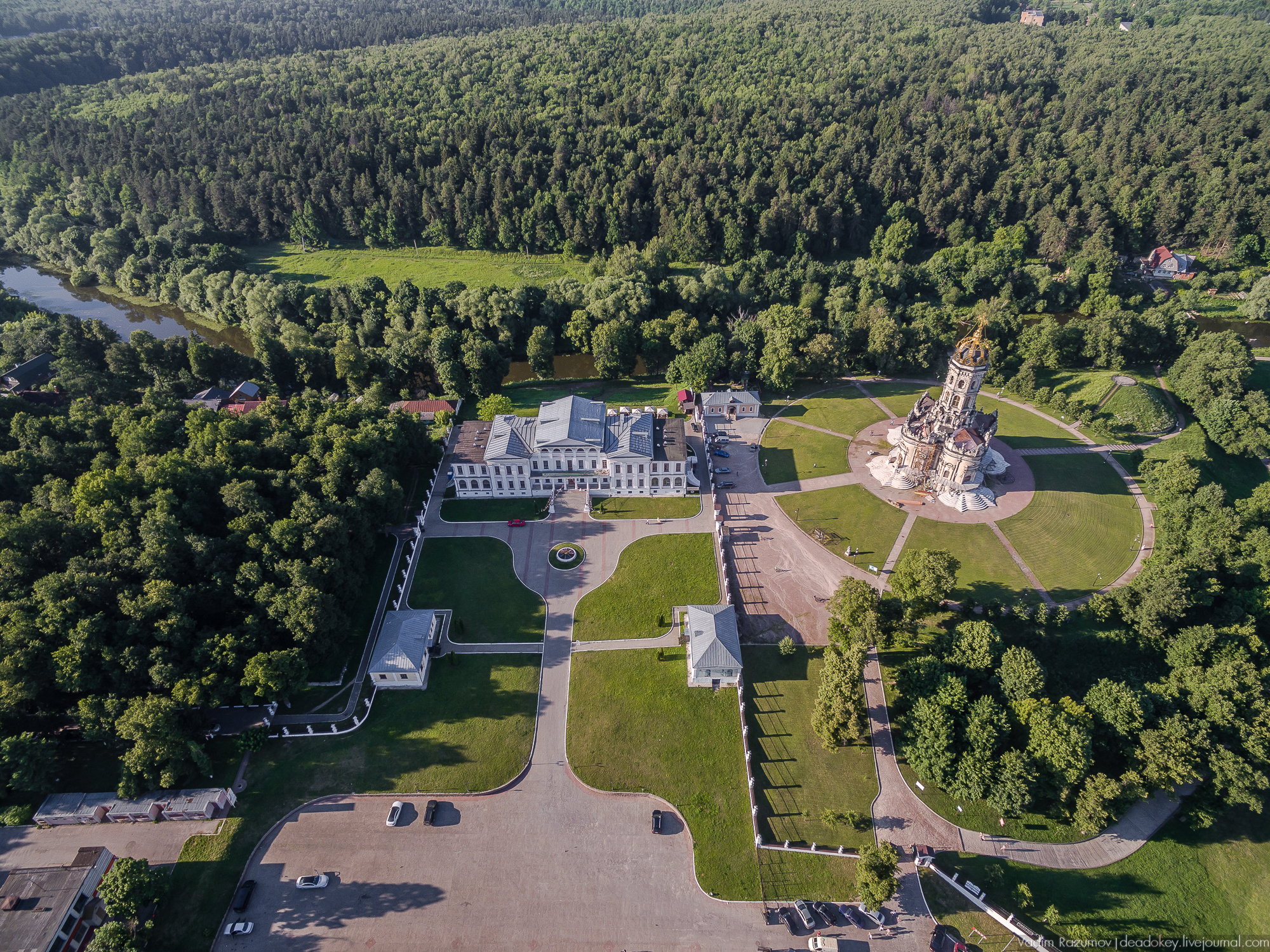
Вид сверху на храм, усадьбу и стрелку Десны и Пахры до восстановления небарочной колокольни в 2022 году

Крупнейший знаток русского искусства начала XX века, французский историк искусства, специалист по русскому, французскому и средневековому искусству, первый директор Французского института в Санкт-Петербурге Луи Рео́, не оценивший данное архитектурное творение, считал, что оно имеет оттенки иезуитства и сравнивал церковь с гигантской погремушкой из слоновой кости, простой диковинкой, построенной вычурным боярином — любителем западничества, желавшим соперничать с великими польскими магнатами.
В 1781 году Дубровицы купил светлейший князь Потёмкин, здесь жила подолгу его мать. Но вскоре это имение захотела приобрести императрица Екатерина II, побывавшая в Дубровицах на обратном пути из Крыма 23 июня (4 июля) 1787 года, чтобы подарить её своему фавориту графу Александру Матвеевичу Дмитриеву-Мамонову. К сожалению, неизвестно, понравилась ли Екатерине уникальная барочная церковь, построенная в этом имении, так как в своих письмах к Потёмкину она не упоминала о ней. 
После смерти отца в 1803 году имение унаследовал сын — Матвей Александрович Дмитриев-Мамонов.
Во время Отечественной войны 1812 года в Дубровицах побывали французы. 13 (25) сентября 1812 года наполеоновский маршал Иоахим Мюрат приказал занять село Дубровицы. 3 (15) октября в селе стояли три полка конницы и два полка пехоты с четырьмя орудиями. Ранним утром 10 (22) октября французы покинули Дубровицы. Церковь тогда не пострадала. 19 ноября 1812 года священник Иван Михайлов подал прошение викарию Московской митрополии епископу Дмитровскому Августину. В прошении священник описывает урон, нанесенный храму и просит разрешения возобновить священнослужения в храме. 21 декабря 1812 года храм был освящен и богослужения возобновились.
Матвей Александрович Дмитриев-Мамонов, вернувшись в 1815 году из-за границы, обосновался в своём имении Дубровицы. Вокруг Знаменской церкви он возвёл каменную ограду и в августе 1823 года обратился в Московскую духовную консисторию с просьбой утвердить Знаменскую церковь села Дубровиц в качестве домовой. Однако решение об изменении статуса церкви принято не было, и она осталась приходской .
В 1864 году, после смерти М. А. Дмитриева-Мамонова, усадьбу Дубровицы наследует князь Сергей Михайлович Голицын.
Искусственный холм, находящийся на северо-востоке от церкви, ставший ныне смотровой площадкой, появился уже в XIX веке, ранее на этом месте существовал земляной курган с насаждениями акации.
В 1941 году во время наступления гитлеровских войск на Москву храм был заминирован как стратегический объект. Однако вражеские войска были остановлены на подступах к Москве и приказ о подрыве церкви отдан не был.
В 1950-х годах храм передали на баланс Всесоюзного института животноводства. Храм использовался как склад, пришёл в аварийное состояние, и был разграблен. Вместе с частично сохранившимся иконостасом уцелело 11 из 28 икон иконостаса.
В период «перестройки» в 1989 году в Дубровицы приехал Дмитрий Сергеевич Лихачёв от Фонда культуры. Он осмотрел церковь, которая тогда находилась на этапе неспешной реставрации, и пообщался с местным партийным активом. Лихачёв был против того, чтобы культовые здания и памятники архитектуры передавались в полное ведение Церкви. Он считал, что их следует использовать совместно с музеями. «Конечно, службы в ней должны идти, — сокрушался академик, — но в особом режиме, по определенным дням, по большим праздникам, и специалисты-реставраторы должны постоянно следить за состоянием храма». Однако его позиция не нашла поддержки у местных жителей, и вопрос об организации музея в стенах Знаменской церкви остался нерешённым.

## Строительство и реставрации

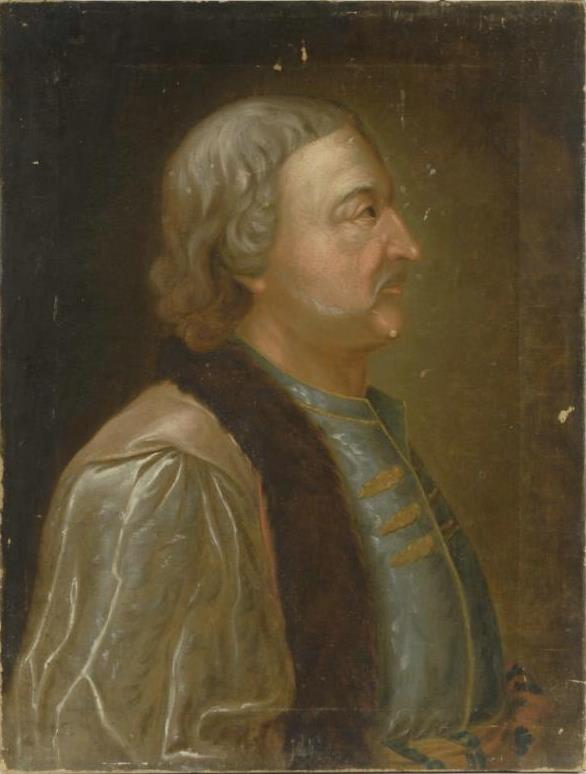
Князь Борис Алексеевич Голицын, основатель храма

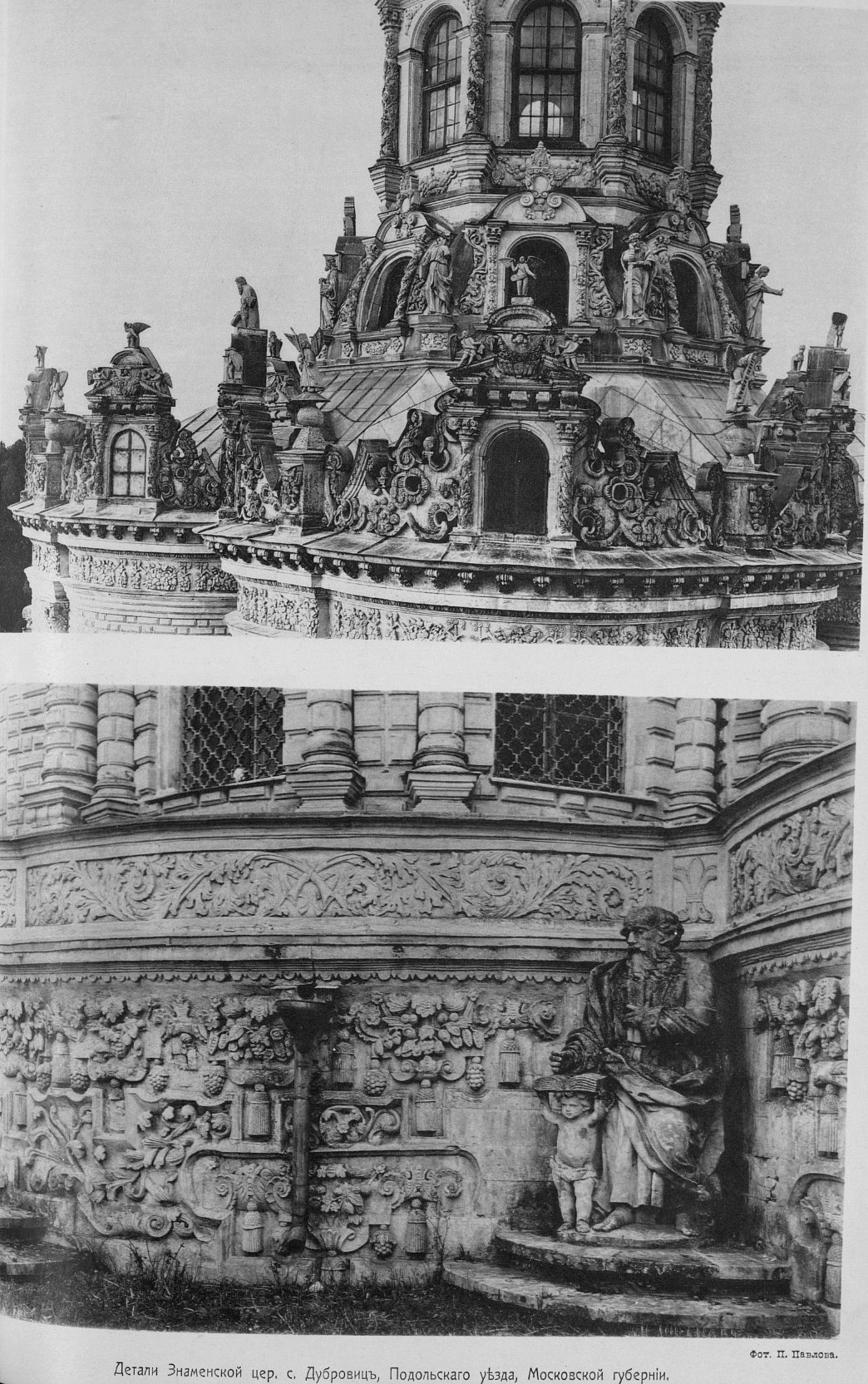
Церковь Знамения. Внешний фасад и фрагмент внешнего орнамента. Фото начала XX века

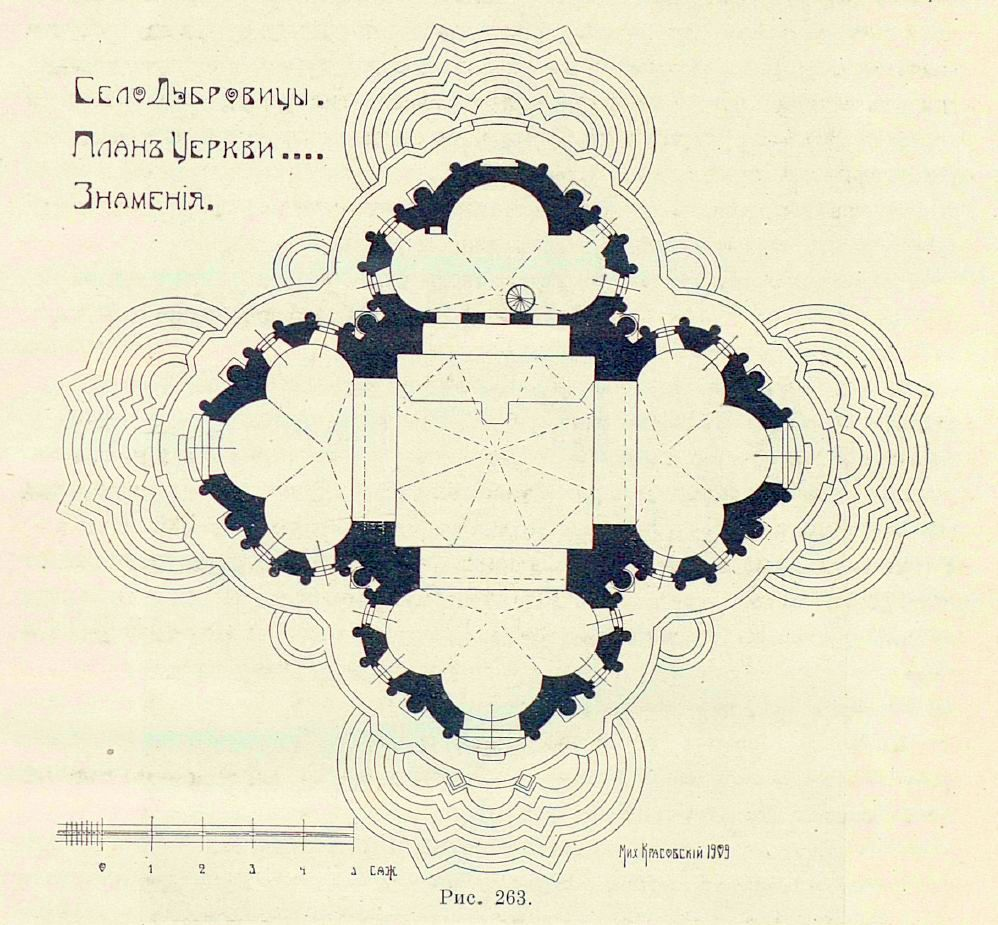
План церкви — это равноконечный крест с закруглёнными концами (М. В. Красовский, 1910)

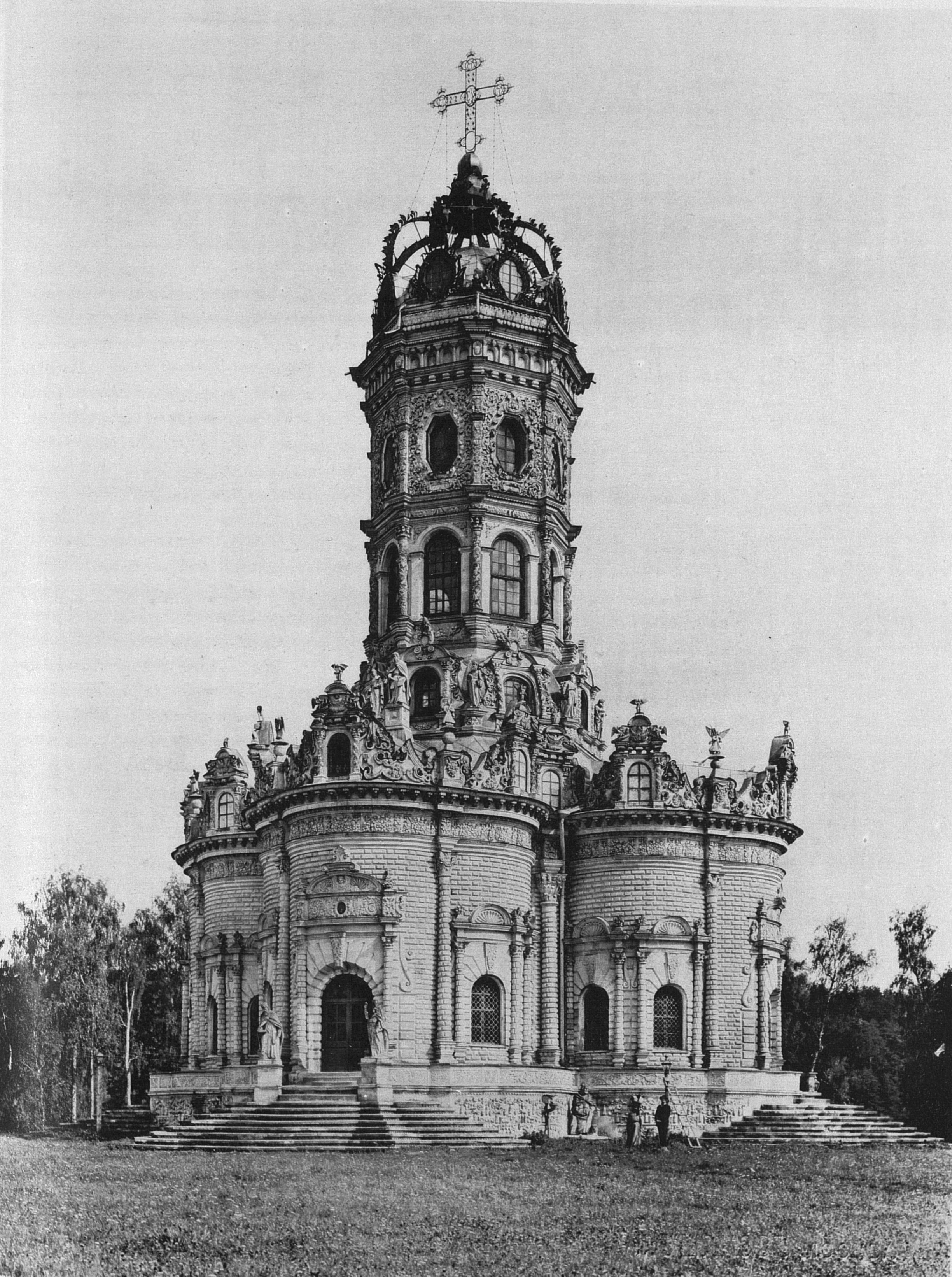
Церковь Знамения в Дубровицах в начале XX века

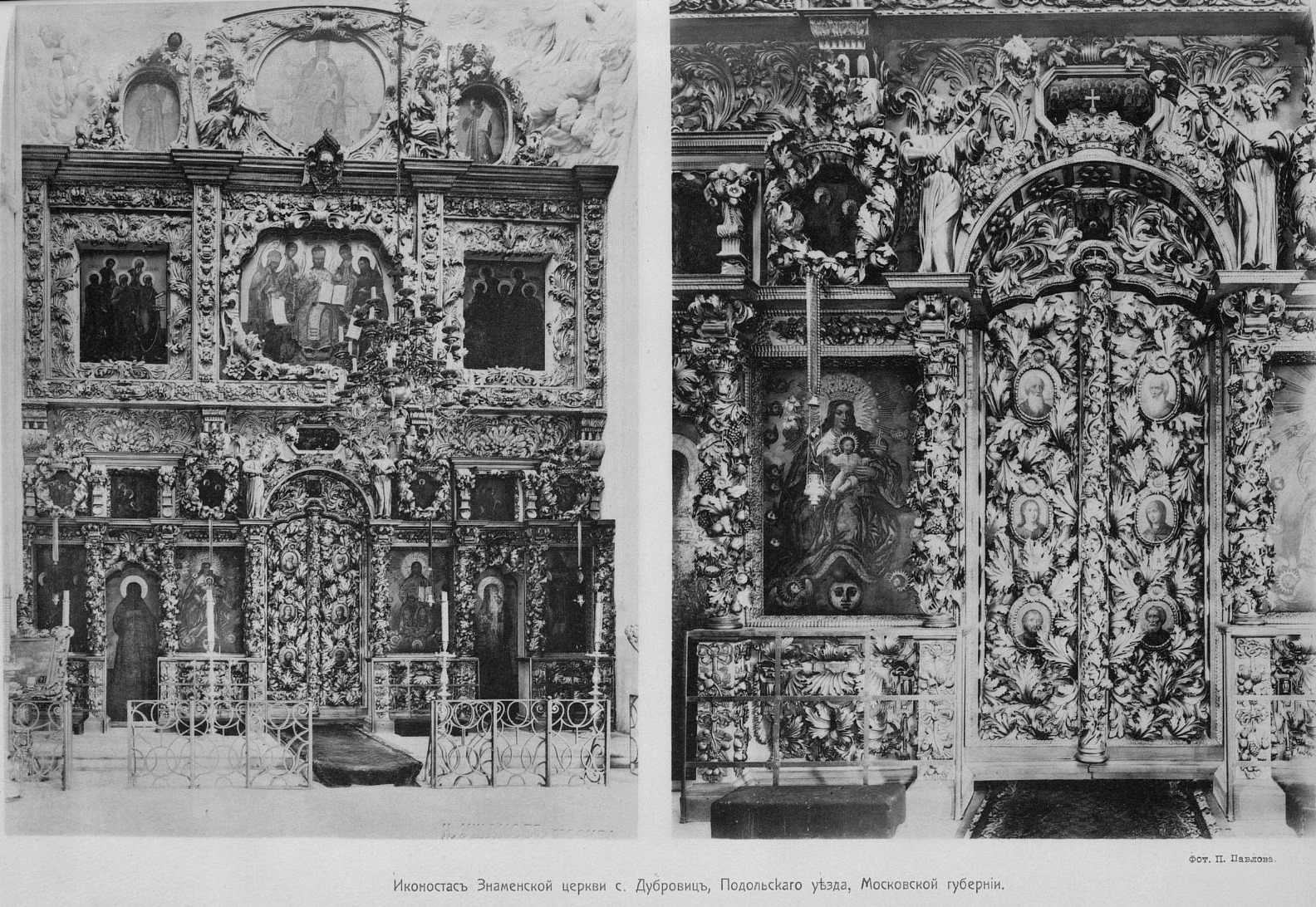
Церковь Знамения. Иконостас в начале XX века

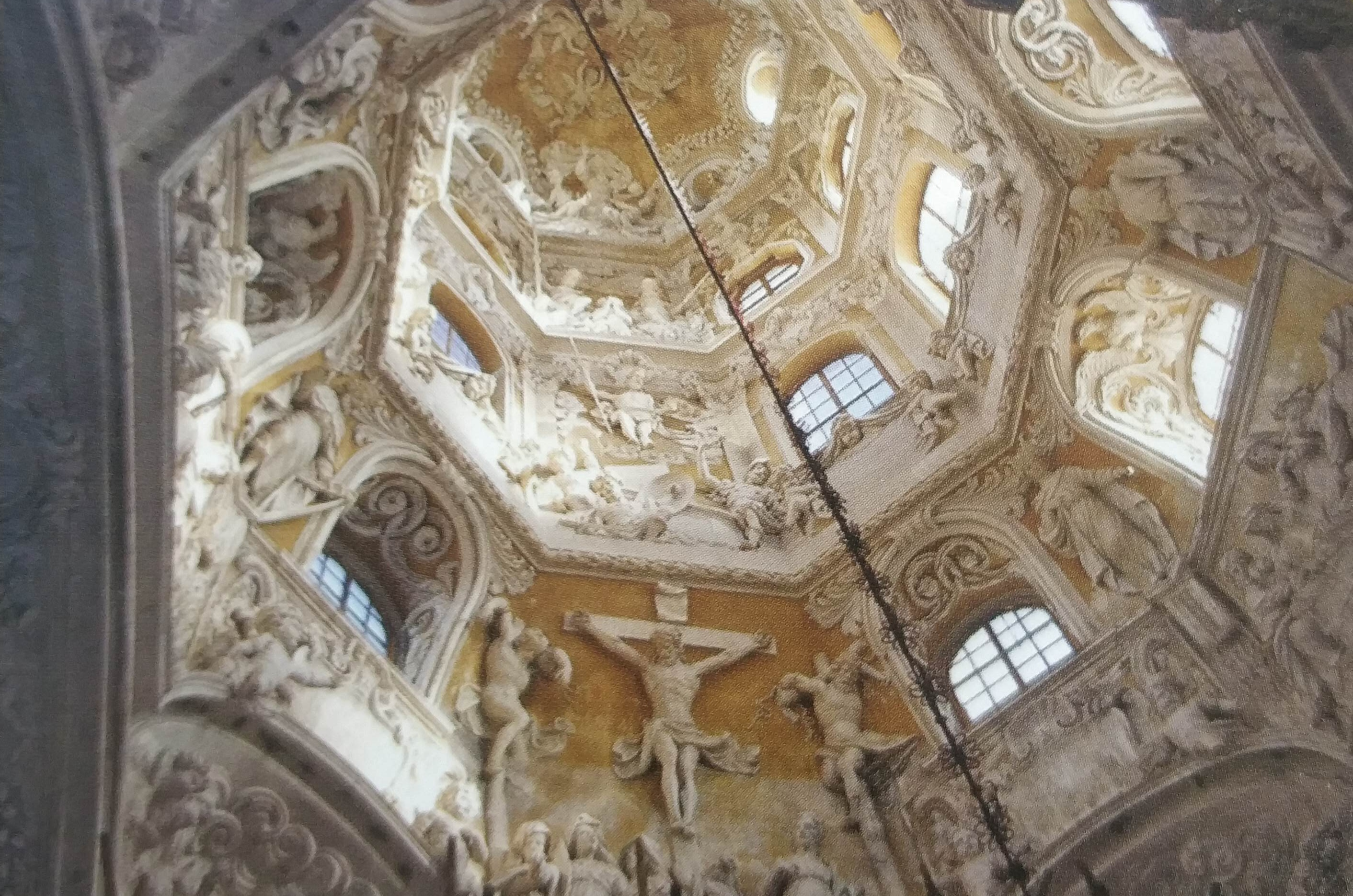
Подкупольное пространство церкви до реставрации 2004 года

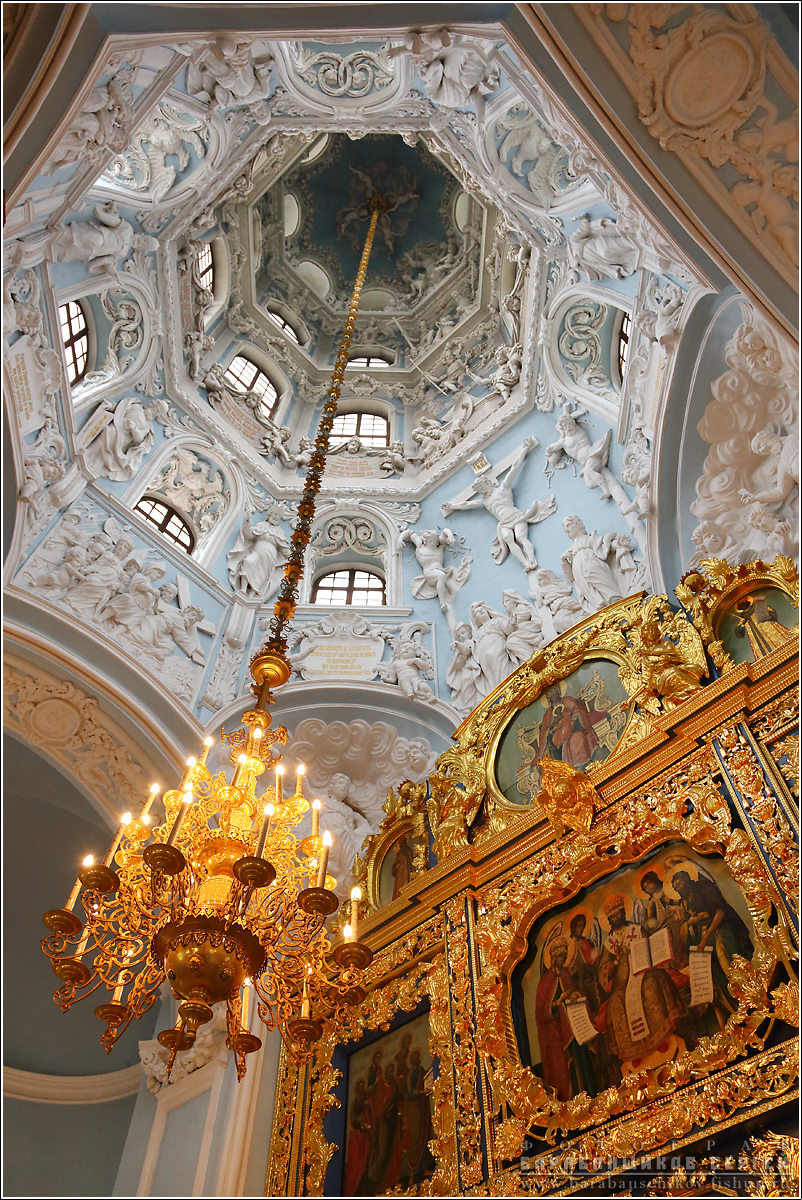
Иконостас и подкупольное пространство церкви после реставрации 2004 года

Храм был заложен 22 июля (1 августа) 1690 года, во вторник, в память о прекращении опалы и возведении Бориса Голицына в боярское достоинство в начале 1690 года.
Строительство здания храма велось около девяти лет, в летний период. В зимний период в специально построенных бараках работали резчики по камню. Камень доставляли по льду реки Пахры из Сьянских каменоломен.
Основание храма представляет равноконечный крест с закруглёнными концами, разделёнными на три грани. Рёбра этих граней оформлены колонками с коринфскими капителями — не классической формы, а свободно стилизованными.
Высокий фундамент обведён открытым гульбищем, обильно декорированным резьбой и орнаментом, расположенным вдоль парапета. В церкви в Дубровицах лестничные марши на гульбище идут со всех четырёх сторон (в том числе с алтарной), что в архитектуре того времени было явлением исключительным.
Лестницы ведут к дверям в центральных гранях выступов. Обрамление дверей выполнено из крупно рустованного камня, порталы фланкированы также коринфскими колонками, поддерживающими орнаментальный фриз. Первый этаж обведён скульптурным фризом с поясом иоников и карнизом с кронштейнами. Окна украшены колонками, обвитыми виноградными лозами, волютами и раковинами. Вся эта декорация завершается изображениями ангелочков. Над центральной частью храма поставлен восьмерик с арочными окнами в его основании. Его первый этаж, по сравнению с остальной декорацией, отделан скромно.
У самой земли, на невысоком подиуме, по углам цоколя, стоят сильно повреждённые статуи четырёх евангелистов: Марк, Лука, Иоанн и Матфей. Эти статуи сделаны весьма художественно, но в целом все они непропорционально короткие. Каменные фигуры (лев, вол, орёл, ангел), находящиеся у ног евангелистов, воспроизводят одно из воплощений тетраморфа (мифического крылатого существа из видений пророка Иезекииля).
Храм украшен скульптурой. У главного входа, по сторонам западной лестницы возвышаются две белокаменные статуи. С левой стороны святитель Иоанн Златоуст, под его пятой мешок с деньгами, а с правой — святитель Григорий Богослов с книгой в руке и светильником у ног. Непосредственно над входом, на крыше западного притвора — изваяние святителя Василия Великого с книгой и лежащей у ног митрой. Восемь из двенадцати скульптурных фигур апостолов сейчас разделяют грани восьмерика по его углам. У большинства апостолов со временем отломались предметы, которые они когда-то держали в руках, и по которым апостолов можно было бы идентифицировать. Исследователи полагают, что ещё четыре скульптурных фигуры прежде были расположены на крыше притворов вне стенной декорации, перед окнами восьмерика. Каменные статуи святых — редкое явление для храмов Подмосковья и в целом для православной традиции.
В постройке сочетается устремлённость вверх и ряд акцентирующих горизонтальных линий.
Венчают храм купол с люкарнами в виде четырёхлистников и резная позолоченная корона. Корону, венчающую храм, считают подражанием голландской архитектуре, либо элементом, заимствованным из итальянского, а по мнению  Грабаря даже украинского барокко.
Так, сквозной металлический купол под крестом и яблоком, подобный дубровицкому куполу, был ранее использован в 1662 году в шедевре Борромини — церкви Сант-Иво алла Сапиенца, посвященной святому Иво Бретонскому, патрону ордена Иезуитов и покровителю юристов. Борромини  короновал ранее в 1653 году и свою колокольню в римской базилике Святого Андрея в зарослях.

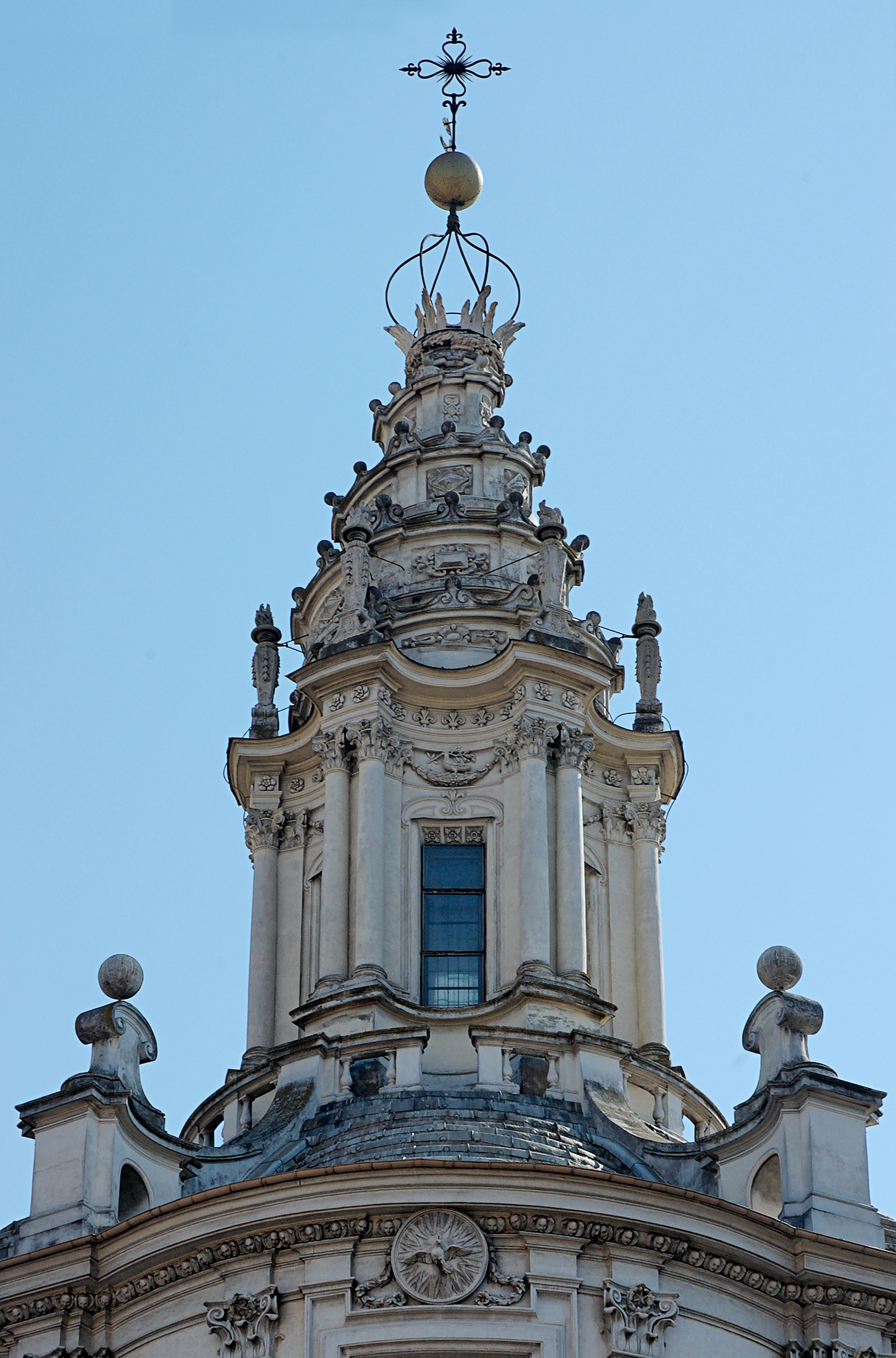
Церковь Сант-Иво алла Сапиенца.
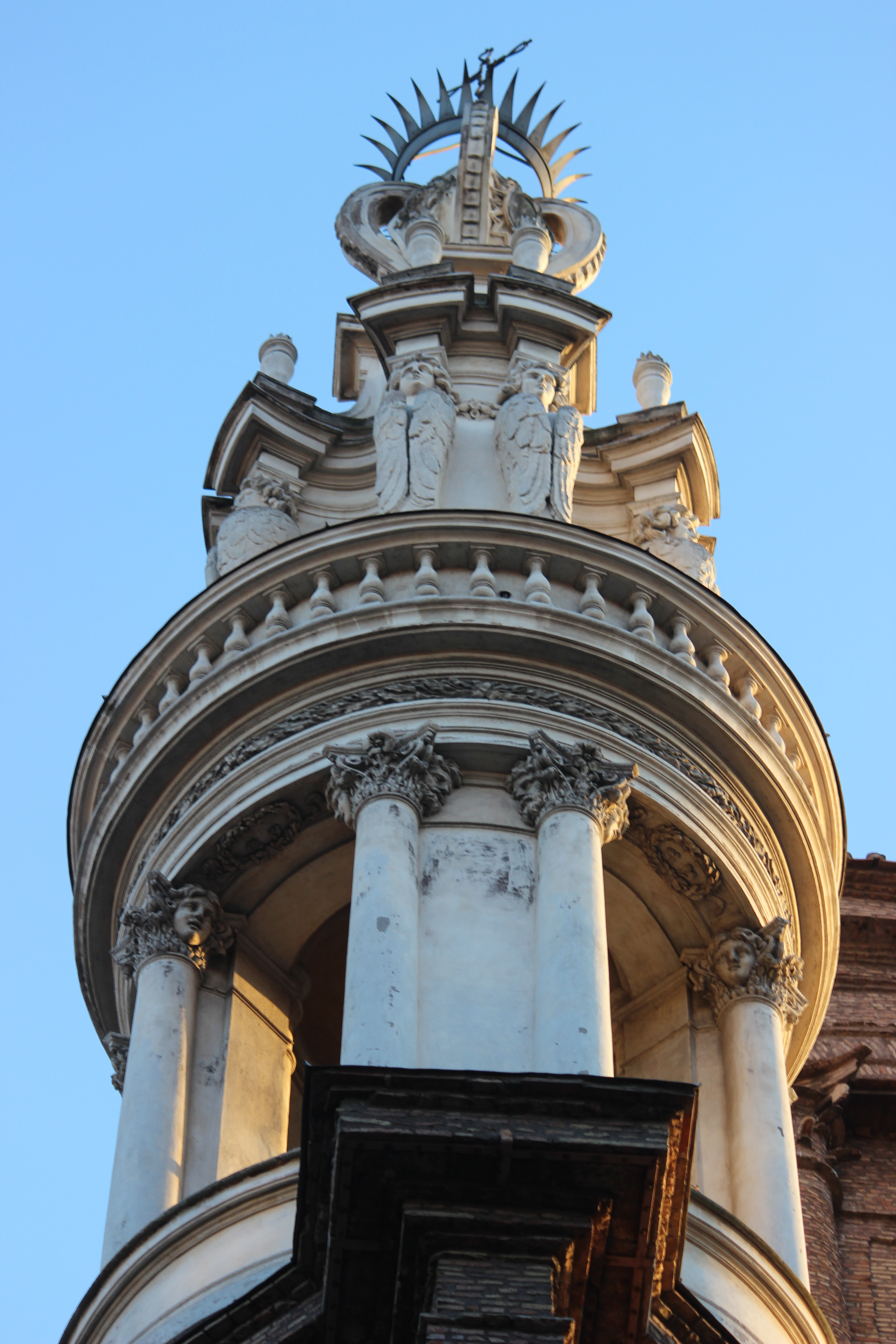
Корона на колокольне базилики Святого Андрея в зарослях в Риме

Навершие купола высокой колокольни в виде императорской короны ещё ранее было создано в 1620-1631 годах и у кальвинистской церкви Вестеркерк в Амстердаме, построенной голландским архитектором Хендриком де Кейзером. Императорская корона на шпиле церкви является частью городского герба Амстердама, куда она вошла с личного разрешения императора Максимилиана I.

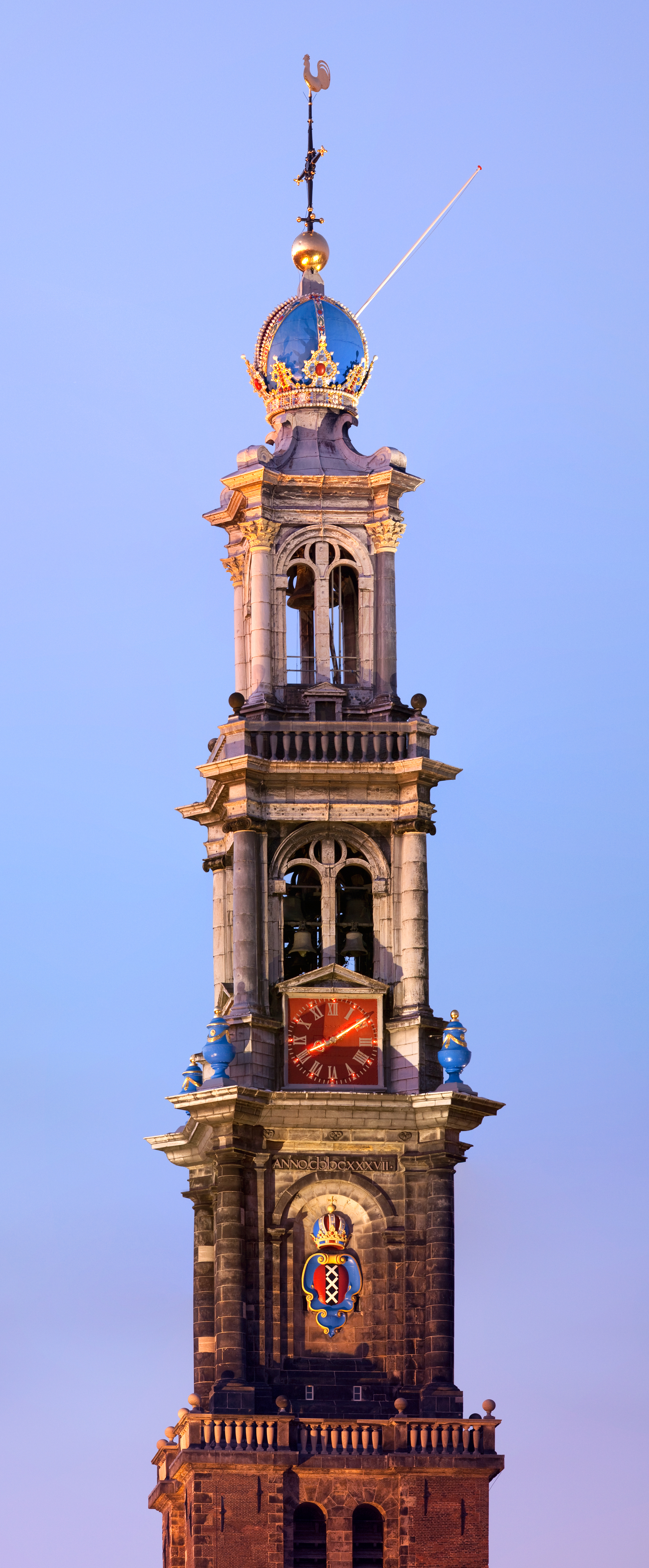
Навершие колокольни Вестеркерк в Амстердаме.

Внутренние объёмы дубровицкой церкви  роскошны. Первое, что привлекает внимание в церкви, — это отсутствие отдельных колонн, так сказать, безопорное пространство. Четыре мощные полукруглые арки вместе с четырьмя парусами служат основанием для уходящих ввысь ярусов центральной башни.
На четырёх пилонах несущих арок расположены рельефные фигуры: на восточной стене направо от иконостаса — Иосиф Обручник (супруг Марии) с цветком белой лилии в руке — символом Девы Марии; налево — Богоматерь, принесшая в храм Младенца Христа. Напротив, по сторонам хор, на северо-западном пилоне, Праведный Симеон, держащий на руках Младенца — Господа Спасителя. А на другом, юго-западном, пилоне Святая Анна, бабушка Иисуса. Фигуры расположены таким образом, что кажется, будто они движутся навстречу друг другу.
В парусах на сводчатых поверхностях помещены фигуры четырёх евангелистов в клубящихся облаках и в окружении ангелочков: справа над иконостасом — Матфей с архангелом, слева — Иоанн с орлом. Напротив, над хорами — Лука с тельцом, и на другой стороне — Марк со львом. Они изображены сидящими и пишущими канонические Евангелия. Над изображениями четырёх евангелистов помещаются сцены из библейской истории — это означает, что евангелисты пишут канонические Евангелия основываясь на Священной истории.
Скульптурные рельефы на библейские сюжеты внутри храма в соответствии с горизонтальным членением башни расположены ярусами. В первом, нижнем ярусе, три сцены — Возложение тернового венца, Несение креста и Положение во гроб. Сцена Возложение тернового венца находится на западной стене, прямо над хорами. Над этой сценой можно увидеть помещённое в окошко лицо молодого человека с длинными волосами и в итальянской шапочке. Предполагают, что это портрет главного мастера, создавшего эти рельефные композиции, а возможно и всё убранство церкви. Над северной аркой — сцена Несение креста; над южной аркой находится сцена Положение в гроб. В простенках между сценами в картушах сделаны латинские надписи, обозначенные двумя сидящими путти. На арках имеются медальоны с барельефными портретами князя Б. А. Голицына, его супруги и сына.
Выше, в следующем ярусе башни, — ветхозаветные пророки. Появление в интерьере церкви скульптур пророков можно объяснить тем, что многие события из Священной истории были предсказаны пророками Ветхого Завета. В углах башни, между окнами, помещены фигуры шести пророков в полный рост. Слева от Распятия стоит царь Давид в короне, со скипетром и киннором. На другой стороне от Распятия фигура царя Соломона — в короне и со скипетром, которым он указывает на сцену Положение во гроб. Пророки Моисей со Скрижалями Завета и Илия с милотью (священнической накидкой) на плечах и поясом в руке помещены на северной и южной стене соответственно. На западной стене находятся фигуры ветхозаветных первосвященников. Ближе к Илии — Захария со свитком, ближе к Моисею — Аарон с кадилом. Реалистичные черты персонажей говорят о европейской школе пластики. Полукружные окна в своей верхней части имеют растительный орнамент и изображения трёх орлов.
В третьем ярусе, над пророками, можно увидеть под каждым окном трёх путти, которые держат полотно с латинскими стихами, объясняющими силу орудий Страстей Христовых. Грани последнего, верхнего яруса, заполнены фигурами ангелов, поставленными над окнами. Ангелы несут орудия Страстей Христовых — копьё, столб, плеть, терновый венец, молот, гвозди и губу. В куполе вокруг четырёхлепестковых окошек-люкарн развеваются пышные растительные гирлянды, поддерживаемые путти. В самом куполе, где крепится цепь для паникадила, вылеплены четыре пухлых путти, расположенных по сторонам света. Количество различных скульптур, горельефов и текстов на небольшой поверхности стен башни больше, чем в европейских церквях.
Особую уникальность Знаменской церкви придаёт наличие на восточной стене горельефного ретабло на всю высоту башни. Оно включает четыре сцены из цикла Страстей Господних. Над иконостасом на первом уровне ретабло сцена Распятие — центральный сюжет цикла. Выше уровнем изображена композиция Восстание из гроба (Воскресение Христово), заимствованная из западноевропейской традиции. Ещё выше на ретабло находится горельеф Коронование Богородицы, причём получает коронование Богоматерь от Новозаветной Троицы, что вошло в католическую церковь после XII века (до этого Богоматерь короновал Христос). Завершает ретабло изображение Бога Саваофа, поддерживаемого двумя архангелами. Известно, что в оформлении интерьера принимали участие итальянские мастера-каменщики, приглашённые из католического Южного Тироля (Трентино). По другой версии это была артель мастеров из италоязычного кантона Тичино, или Тессинский кантон на юге Швейцарии, под руководством, как сказано в источниках, «самого в знании превосходнейшего архитектора, родом итальянца», и среди них будущий архитектор Санкт-Петербурга Доменико Трезини. Рельефные композиции сделаны в технике стукко. Для этого использовалась кирпичная основа на известковом растворе, крепившаяся к стене железными пиронами. Основа обмазывалась алебастром, и окончательно фигуру или узор моделировали в гипсе.
Подтверждением тому, что купол был расписан (до наших дней роспись не сохранилась), служит архивная запись: в «1827—1828 годах крепостной художник Михайло Пименов, обновляя росписи в Дубровицком храме, упал с лесов и убился насмерть».
После окончания строительства самого здания ещё пять лет храм ждал освящения. Считается, что патриарх Адриан, ставший им в 1690 году, отказался освящать храм, сославшись на слишком сильное подражание архитектуры храма католическому стилю. На самом деле в эти годы патриарх Адриан был сильно болен, парализован и не покидал своё подворье. Только после его смерти открытие и освящение храма 11 (22) февраля 1704 года совершил экзарх, митрополит Рязанский и Муромский Стефан (Яворский), в присутствие царя Петра I и царевича Алексея, приглашённых Голицыным.
Храм богато украшен горельефными композициями, резным четырёхъярусным иконостасом и массивными деревянными двухъярусными хорами. В убранстве иконостаса присутствуют витые колонны, разнообразные растительные и декоративные узоры, местами со скульптурными изображениями ангелов. Иконостас заполнен древними иконами, окружёнными позолоченной резьбой. Разнообразно и изящно убранство хора, как и убранство иконостаса, но резьба здесь не так распространена, из-за чего темно-синий фон выдаётся среди изысканных золотых узоров. Нижний ярус хор выполнен в виде галереи, верхний — в виде балкона, опирающегося на колонны этой галереи.
Отличительной чертой убранства храма были помещённые в картуши надписи на латинском языке: четверо- и трёхстишия, в том числе строфы гимна «Patris sapientia, veritas Divina» авторства ученика Фомы Аквинского — Эгидо да Колонны. Надписи в 1780-х годах были переписаны и зафиксированы в рукописи отца Сергия Романовского. Похожие надписи имелись и на Меншиковой башне в Москве, но там они были утрачены при поновлении церкви в 1850-х годах.
|  | Hora nona — стих к сцене Распятие В час девятый Агнец путь земной свершает. К небесам взывая, дух Отцу вручает. Острие копейное бок Его пронзает. Сонмы содрогаются, солнце тьма скрывает. Перевод И.В.Кувшинской, 2010. |

|  | Hora completa — стих к сцене Положение во гроб Время повечерия: гробу предаваемо Тело благородное, вечной жизни чаянье. Льются благовония: исполнилось Писание: Незабвенно Господа Крестное страдание. Перевод И.В.Кувшинской, 2010. |

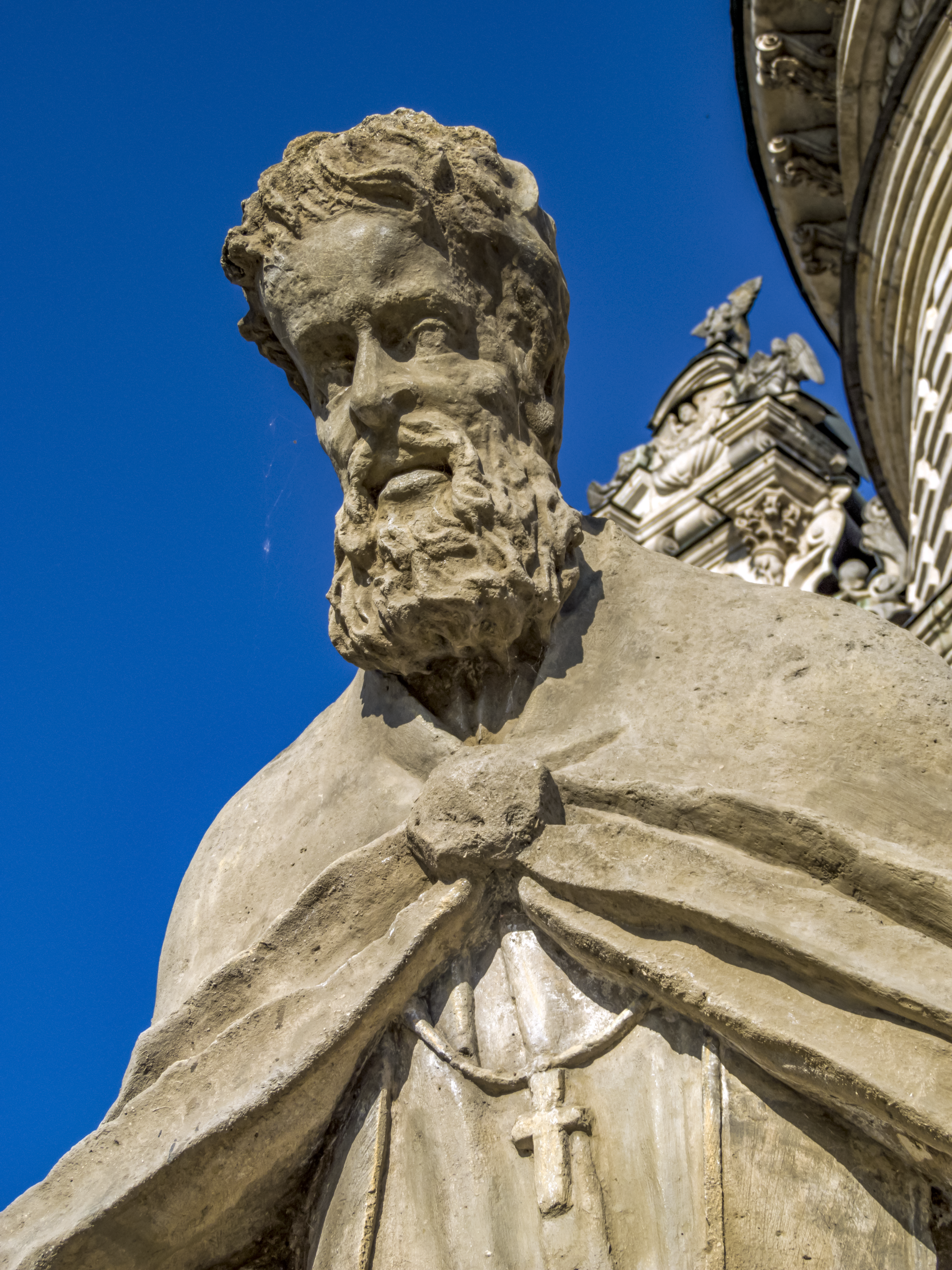
Скульптура святителя Иоанна Златоуста, 2022

К середине XVIII века к юго-западу от храма была построена трёхъярусная колокольня. Она была выполнена в ином стиле, а характер её архитектуры был более примитивным — спокойным и традиционным. Колокольня имела девять колоколов, самый большой из которых весил две тонны. В куполе колокольни были сделаны слуховые окна, предназначенные для усиления звука. Под колокольней в 1780-х годах была освящена тёплая церковь во имя святых мучеников Адриана и Наталии. Сама колокольня рядом с барочным пышным храмом казалась «скучноватой — прозой после поэзии», как выразился в 1910 году архитектор Михаил Красовский.
В конторе имения хранился проект её перестройки, составленный архитектором Ивановым, старавшимся приблизить её стиль к барокко. Там же находился план надстройки колокольни, сделанный архитектором Ф. Ф. Рихтером. Оба эти замысла, имевшие целью снизить дисгармоничность колокольни в ансамбле усадьбы, так и остались на бумаге не воплотившись в жизнь.
Когда Дубровицами владел граф Матвей Александрович Дмитриев-Мамонов, церковь долго пустовала, очень обветшала. Рамы все погнили и почти все вывалились, лепнина от дождя и снега размокла и падала на пол. Колокола пошли на пушки. Потребовалась срочная реставрация церкви.

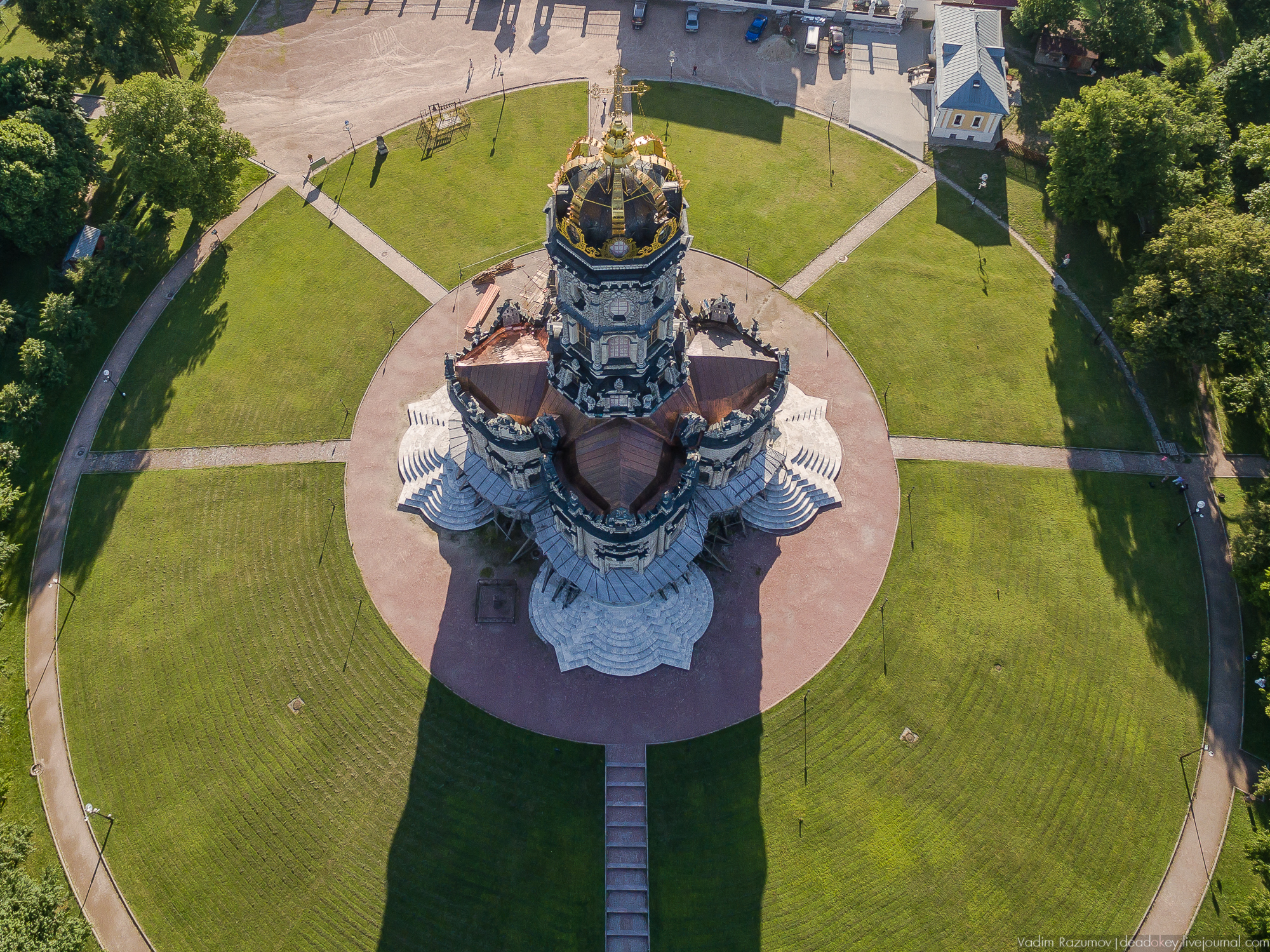
Церковь в 2016 году до восстановления небаро́чной колокольни

В конце 1840-х годов под руководством Фёдора Рихтера осуществлено обновление храма — латинские записи переведены на русский язык и, возможно, большие ангелы в рост человека на кровле заменены примитивными ангелочками небольшого размера. 27 августа 1850 года храм был вновь освящён — митрополитом Московским Филаретом. Последний в своём слове «по обновлении храма» сказал, в частности: «После обновления вещественного и художественного, ныне обновлён храм сей обновлением духовным и священным. <…> При воззрении же на образ его устроения и украшения, нельзя не заметить, что храмоздатель старался произвесть нечто необыкновенное, возбудить особенное внимание зрителя, и следственно сообщить зданию качество памятника. В самом деле, сей храм полтора уже века хранит память Князя, который восприял благочестивую мысль создать его, — и с тем вместе провозглашает славную память великого Царя, который, по благоволению к вельможе, принял на себя руководствовать исполнением благочестивой мысли его, и который свою господствующую мысль — дать России новый образ по образцам других народов Европы, напечатлел почти на каждом камне сего здания». По требованию митрополита Филарета латинские стихи были заменены на церковнославянские надписи, поясняющие содержание горельефов.
Частично сохранился уникальный барочный резной иконостас, над входом на высоте расположены хоры и ложа, в которой молились на церковных службах князья Голицыны и, по преданию, как минимум, один раз при освящении храма сам царь — Пётр I вместе со своим сыном, царевичем Алексеем.
| Цикл Страсти ХристовыЦентральная сцена: Распятие Иисуса Христа | Евангелисты на парусах сводов куполаЕвангелист Матфей с архангелом |

В 2004 году, к 300-летию Великого освящения храма, завершился первый этап его новой реставрации. В частности, были поновлены уникальные горельефы конца XVII — начала XVIII в., отреставрированы Царские врата иконостаса, завершены работы в цоколе храма, возвращены стихи на латыни, освобождены от земли засыпанные сразу при постройке подвалы с нишами для склепов.

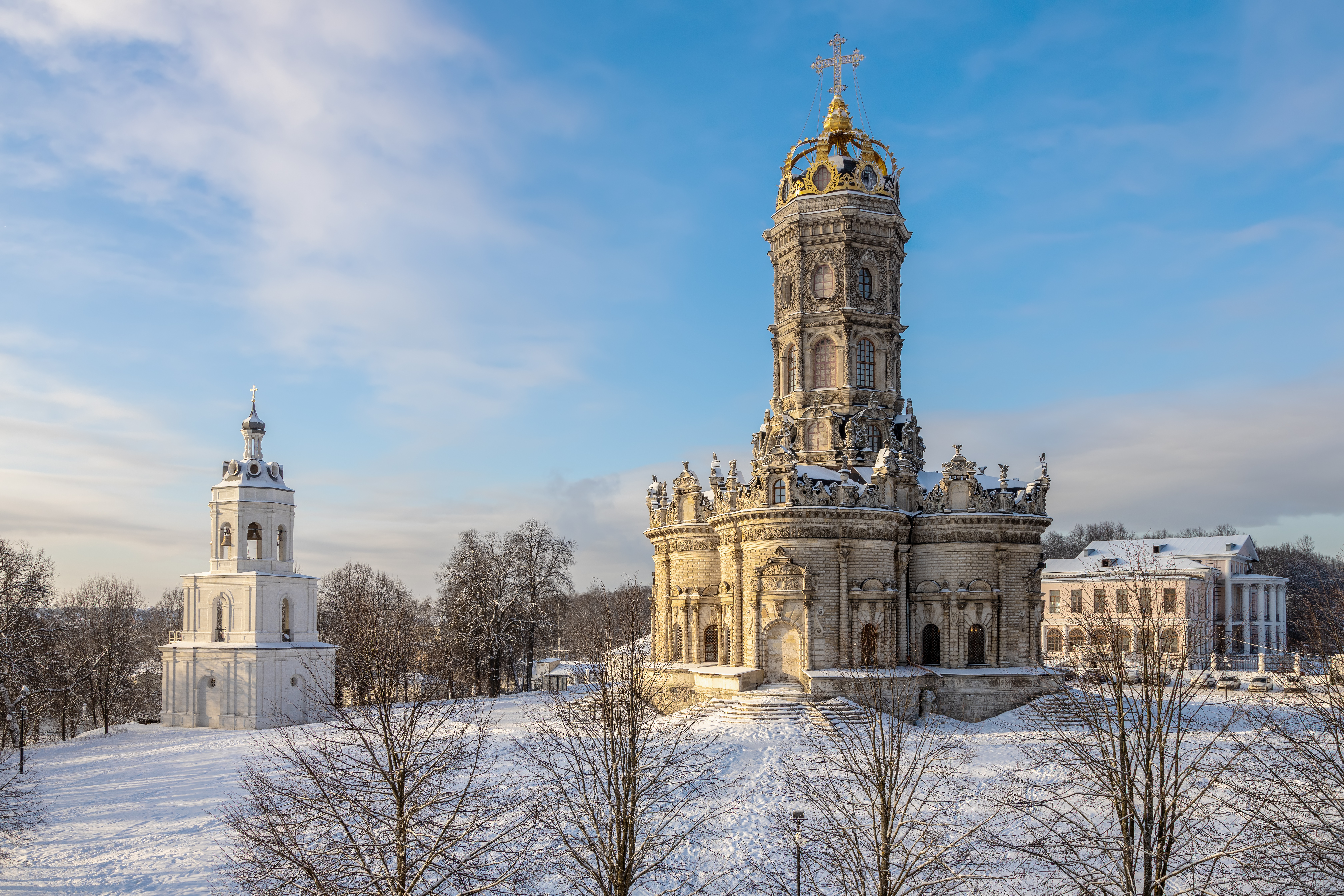
Церковь Знамения Пресвятой Богородицы и колокольня, восстановленная в 2022 году

В 2022 году, спустя 90 лет после разрушения, колокольня восстановлена по старым фотографиям и чертежам. Её нынешний вид максимально приближен к колокольне, которая когда-то располагалась к югу от Знаменской церкви. Колокола отлили в Воронеже. Трёхтонный Благовест установили на колокольню 16 июля 2022 года, освящение колоколов совершил архиепископ Подольский и Люберецкий Аксий. В нижнем ярусе колокольни устроен храм в честь мучеников Адриана и Наталии, в нём оборудован баптистерий для совершения таинства Крещения. Иконостас храма в колокольне создан палехскими мастерами, а скульптурные барельефы выполнены творческой мастерской Даши Намдакова. 8 ноября 2022 года Святейший Патриарх Московский и всея Руси Кирилл совершил чин малого освящения храма мучеников Адриана и Наталии воссозданной колокольни. В церемонии освящения храма принял участие губернатор Московской области Андрей Воробьёв. В 2024 году Знаменский храм отметил 320-летие своего Великого освящения.

## Галерея

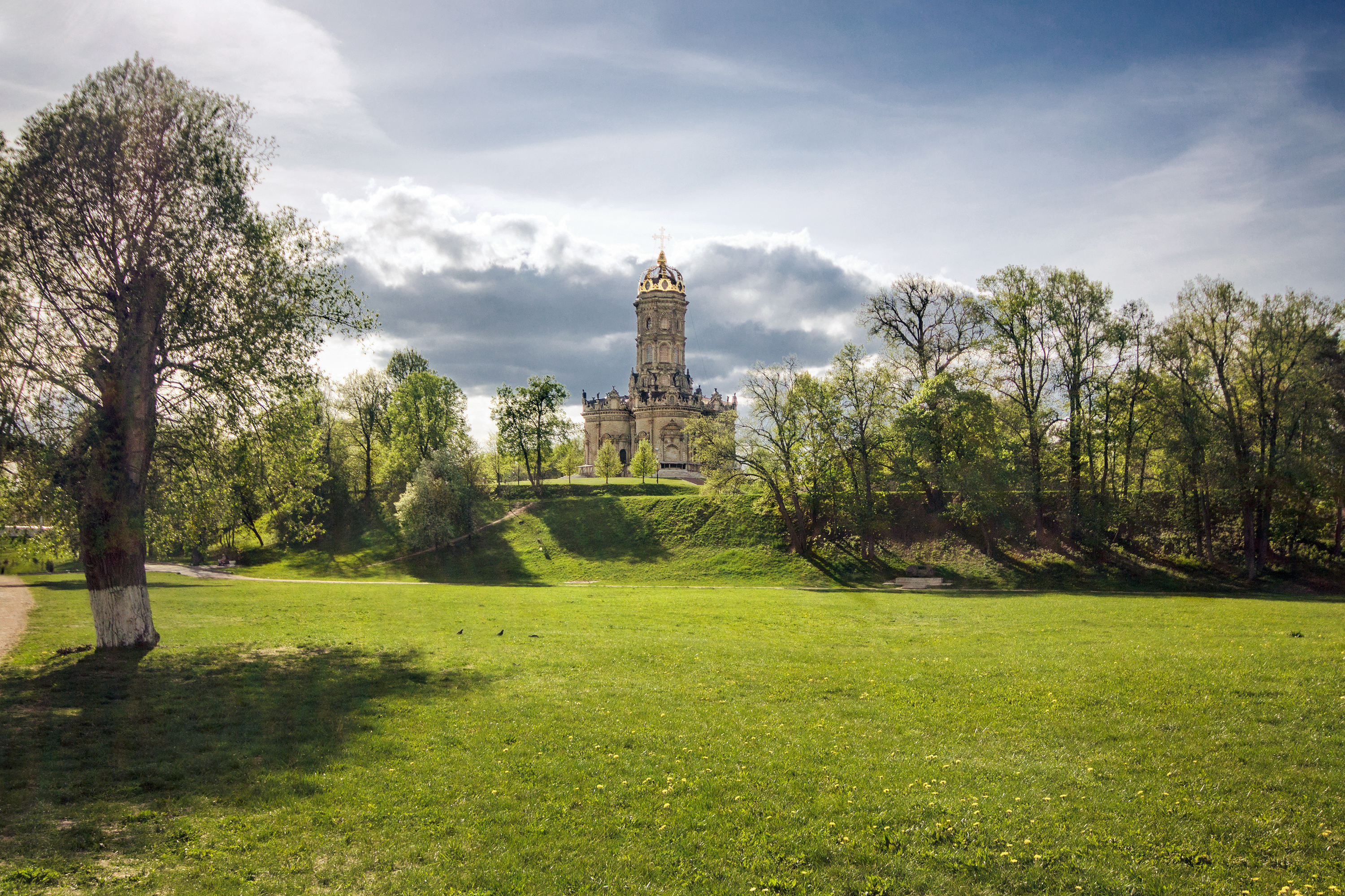
Вид на Певческое поле перед храмом
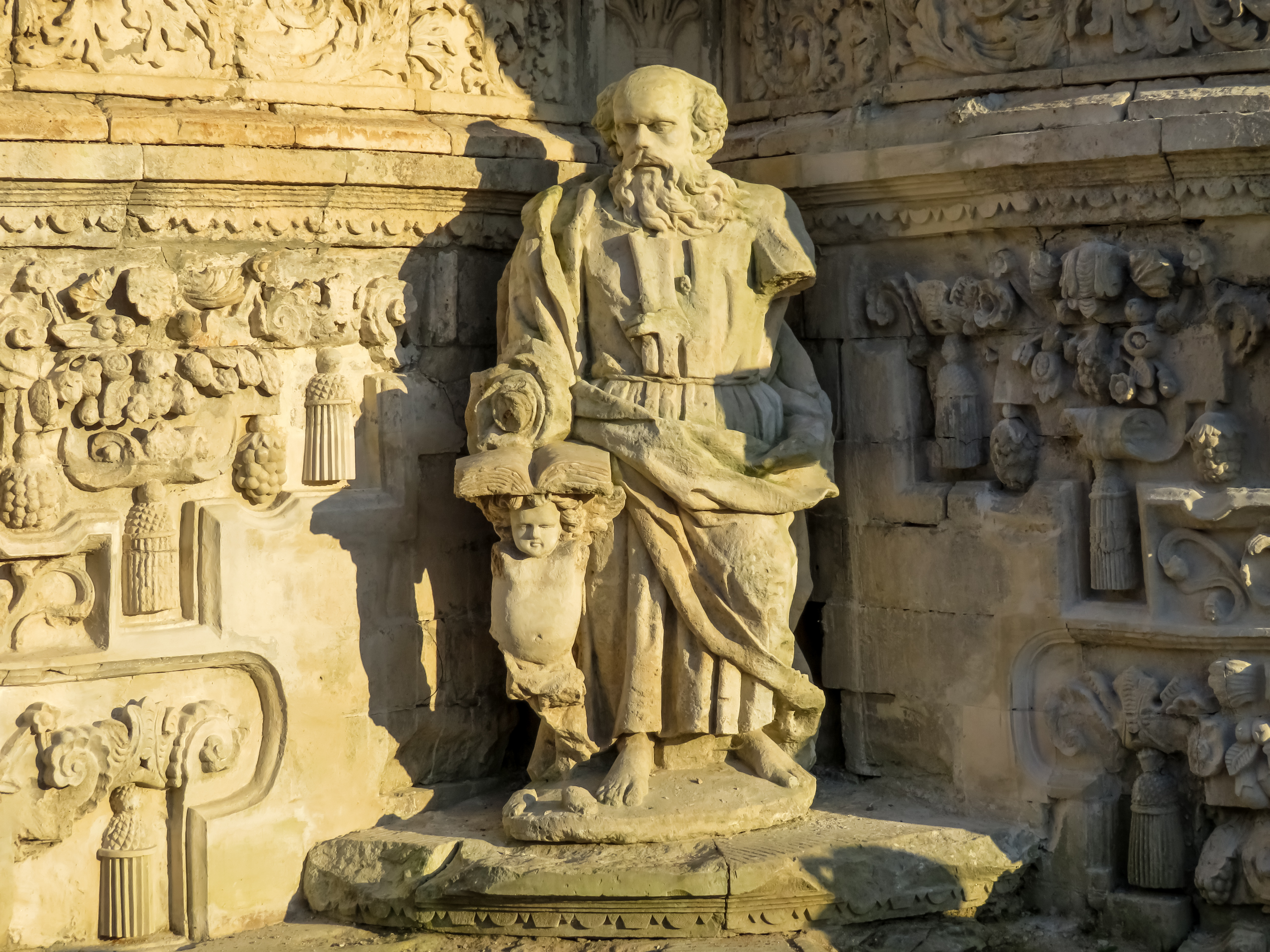
Скульптурное убранство, нехарактерное для русско-византийской традиции
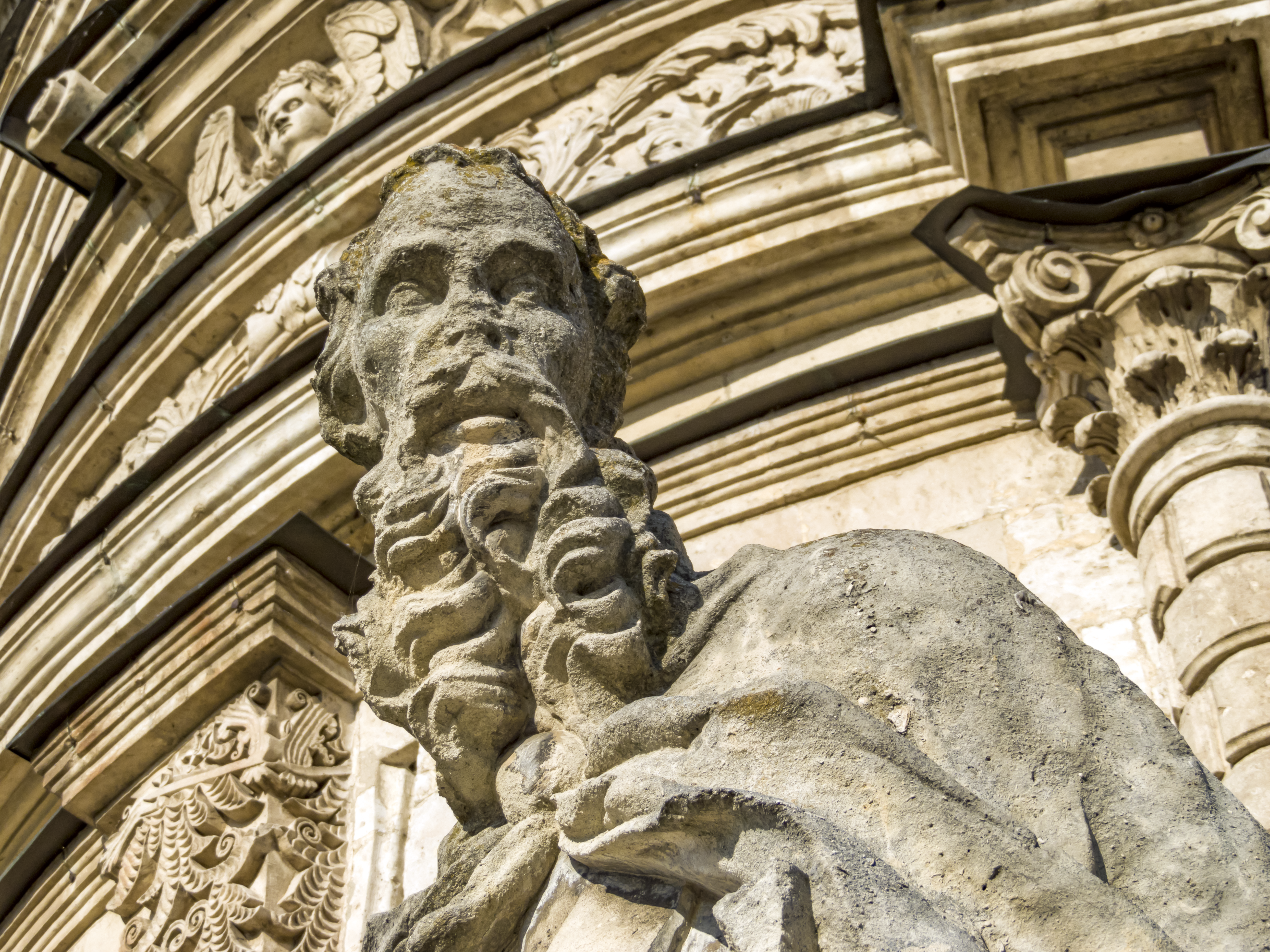
Скульптура святителя Григория Богослова, 2022
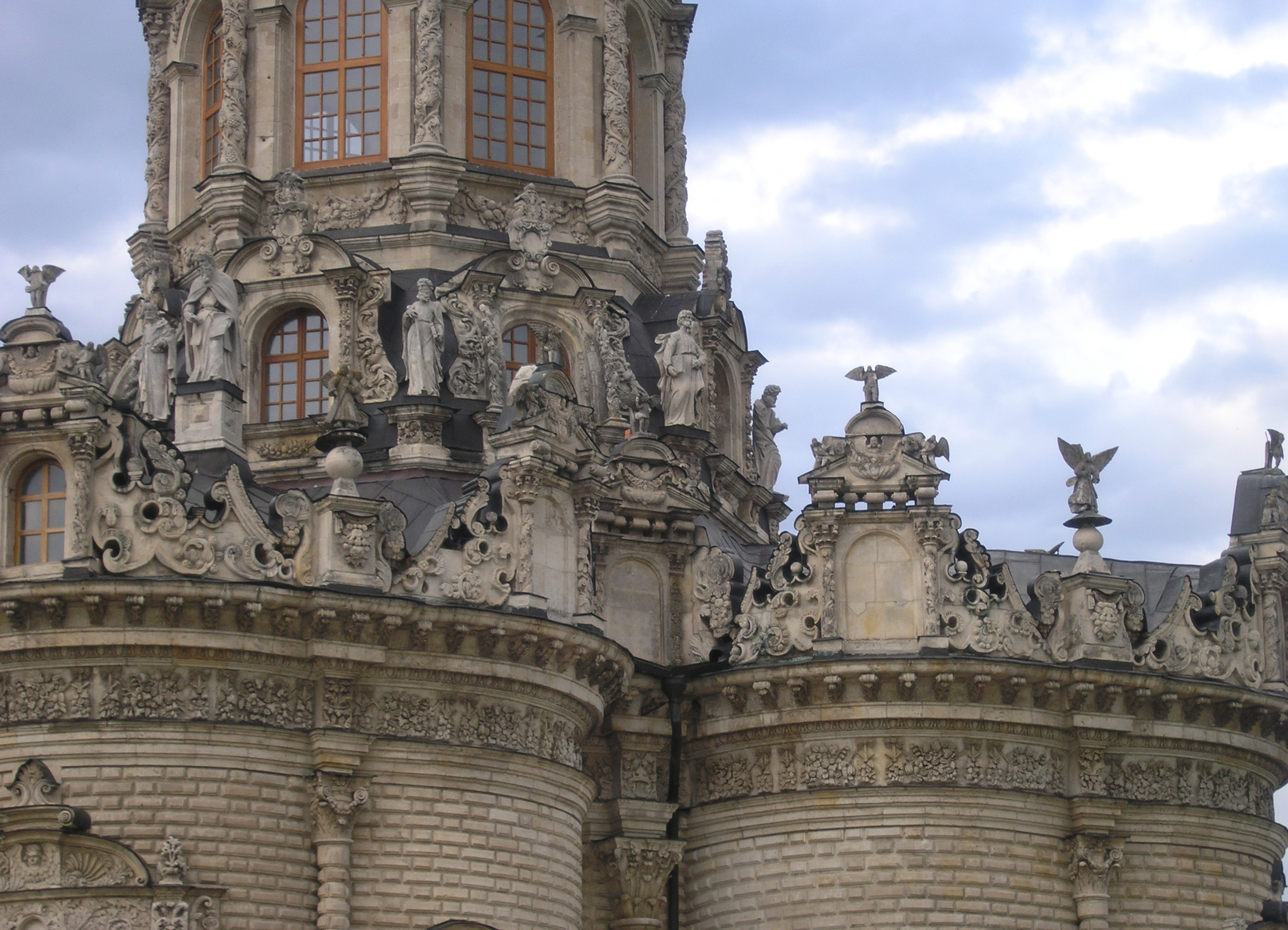
Скульптурный "театр" на крыше церкви Знамения
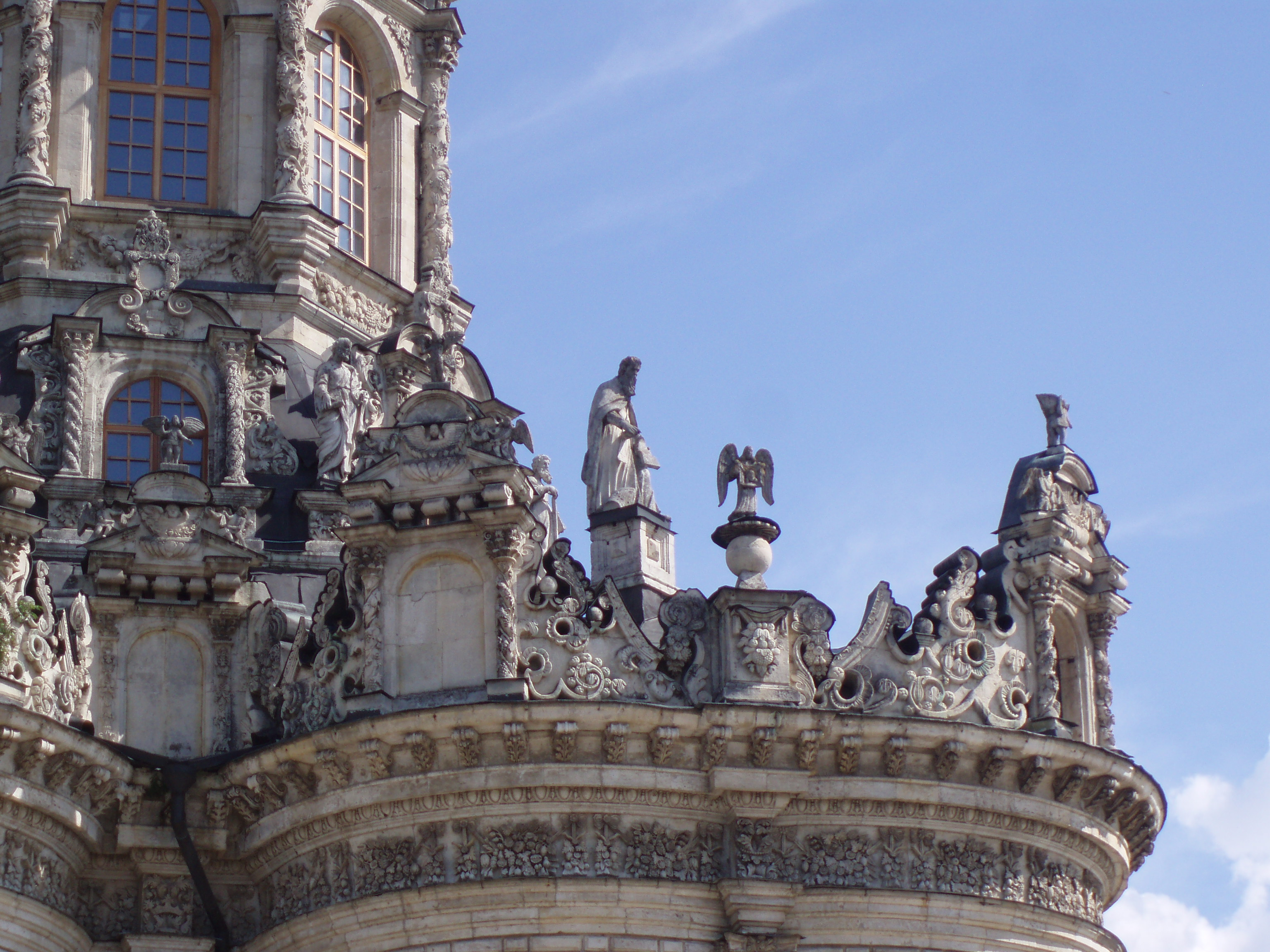
Скульптура святителя Василия Великого на крыше западного притвора
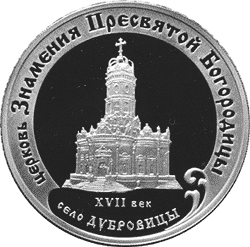
Реверс монеты РФ 3 рубля 2004 года чеканки

## История прихода

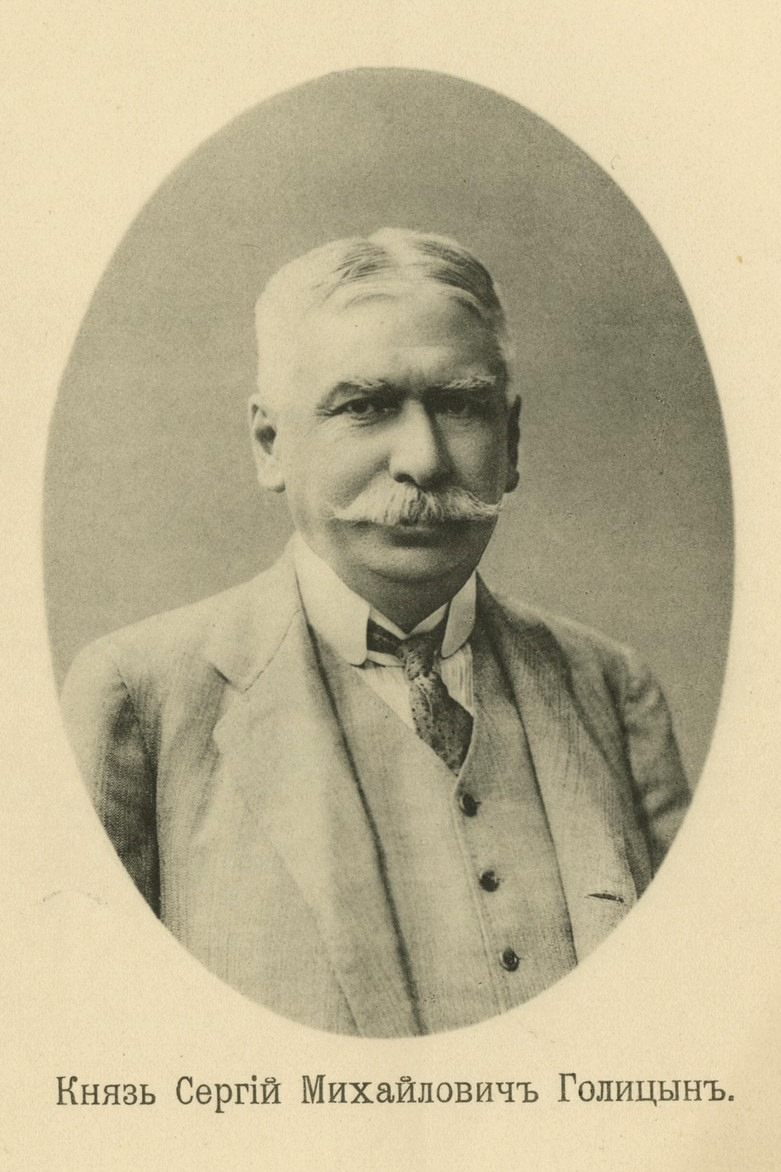
Князь Сергей Михайлович Голицын, ктитор церкви и попечитель ЦПШ

В начале XX века при храме действовала трёхлетняя церковно-приходская школа (ЦПШ), а также богадельня для малоимущих на девять человек (действовала в 1877 году). Дубровицкая ЦПШ была открыта в 1889 году князем Сергеем Михайловичем Голицыным, который с самого основания школы являлся её попечителем и содержал школу на свои средства. Учащихся на 1 января 1909 года было 54 человека. В 1907 году богадельней заведует Александр Михайлович Рябов. В 1913 году богадельня в селе Дубровицы на пять человек, содержится на средства князя С. М. Голицына. В приходе дубровицкой церкви в 1917 году находились деревни: Акишева, Беляева, Данилова, Докукино, Лемешова, Наумова, Кудино, Печишова, Самакова, Северова, Жаркова.

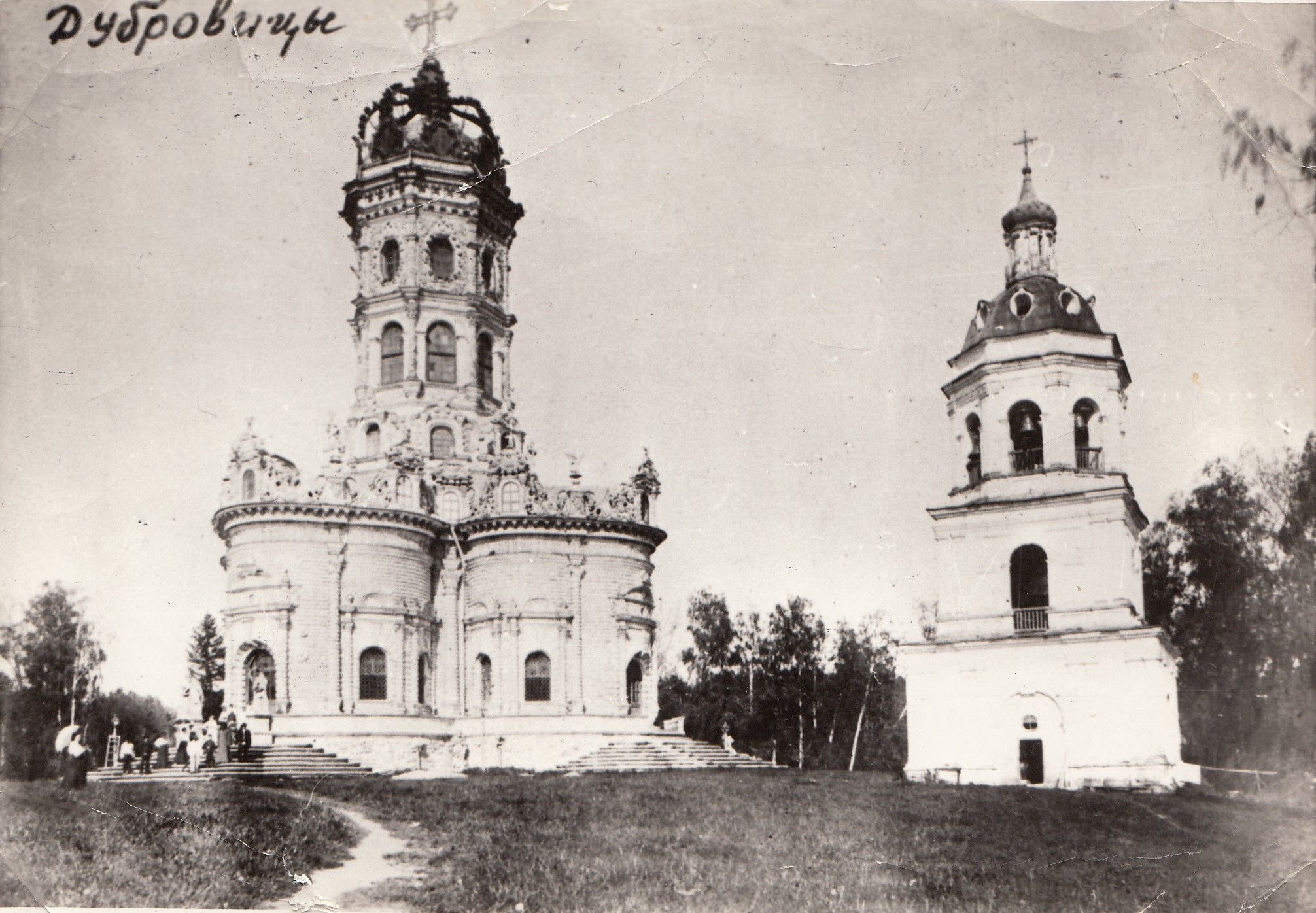
Церковь Знамения со старой колокольней, 1900-е гг.

В 1917 году усадьба Дубровицы была обращена в художественно-бытовой музей, первоначально существовавший на средства конторы князей Голицыных и находившийся в ведении Наркомата просвещения РСФСР, а с 1925 года — в ведении Московского отдела народного образования. Также под колокольней, по свидетельству В. Д. Цветаева, посетившего Дубровицы в начале XX века, находился музей-кладовая. В план экскурсий входило и знакомство с уникальной по своей архитектуре Знаменской церковью. Церковь находилась в ведении музея, охранялась церковь только в дневное время живущим под колокольней сторожем, который содержался на средства общины верующих. В середине 1924 года было несколько случаев кражи из церкви серебра. В феврале 1927 года Моссовет вынес решение о закрытии музея, которое было исполнено в августе 1927 года, все экспонаты были вывезены в музеи бывшего Донского монастыря и «Царицыно». В 1929 году храм был закрыт для богослужения; в сентябре 1931 года была взорвана колокольня и находившаяся в ней церковь Адриана и Наталии. Годом раньше постановлением волостного исполнительного комитета все священно- и церковнослужители были выселены из своих домов на территории усадьбы, их жилье и земли передали совхозу «Дубровицы».
Не имея должной охраны, здание Знаменской церкви разрушалось. В паспорте церкви за 1945 год сказано: «состояние неудовлетворительное, разбиты стекла, в интерьер залетают птицы, портят резьбу хоров и иконостаса, наблюдается разрушение лестниц и наружной скульптуры».
Усадьба Дубровицы приобрела статус памятника архитектуры и находилась под государственной охраной с 22 мая 1947 года в соответствии с Постановлением Совета Министров РСФСР. В конце 1950-х годов Дубровицкая церковь пребывала в запустении. Её крыша проржавела насквозь; все без единого исключения стёкла были выбиты; зимой внутри церкви лежал снег. Резной золочёный иконостас выглядел искалеченным и изломанным; статуи, окружающие церковь, были побиты или вовсе исчезли. Резной белокаменный парапет наполовину обвалился; многие детали сложнейшей каменной резьбы были оббиты и испорчены. Ступени каменных лестниц, украшенные тончайшим орнаментом, были поломаны и покривились. Архивные фотографии рисуют несколько иную картину — храм действительно выглядел заброшенным, но не настолько.
Перед фестивалем молодежи и студентов, проходившим в Москве в 1957 году, фасад церкви был немного обновлен, так как в план экскурсий входило посещение Дубровицкого храма. Ансамбль усадьбы использовался ВНИИ кормления сельскохозяйственных животных.  В апреле 1960 года церковь и усадьбу обследовали работники Министерства культуры РСФСР. По результатам их проверки архитектор Ф. Ф. Кудрявцев составил плановое задание на реставрационные работы, в котором он отметил, что «состояние большинства объектов усадьбы неудовлетворительное». В августе 1960 года усадьба Дубровицы и церковь были признаны памятниками архитектуры государственного значения. C 1966 по 1989 год Министерство культуры СССР вело реставрационные работы, планируя использовать храм как музей культового зодчества. Первые попытки устроить в храме что-то вроде музея предпринимались ещё в конце XIX века. Владелец Дубровиц князь Сергей Михайлович Голицын вёл переговоры с Российским археологическим обществом о передаче храма в ведение общества. Правда переговоры эти ничем не завершились, и храм остался в прежнем статусе.

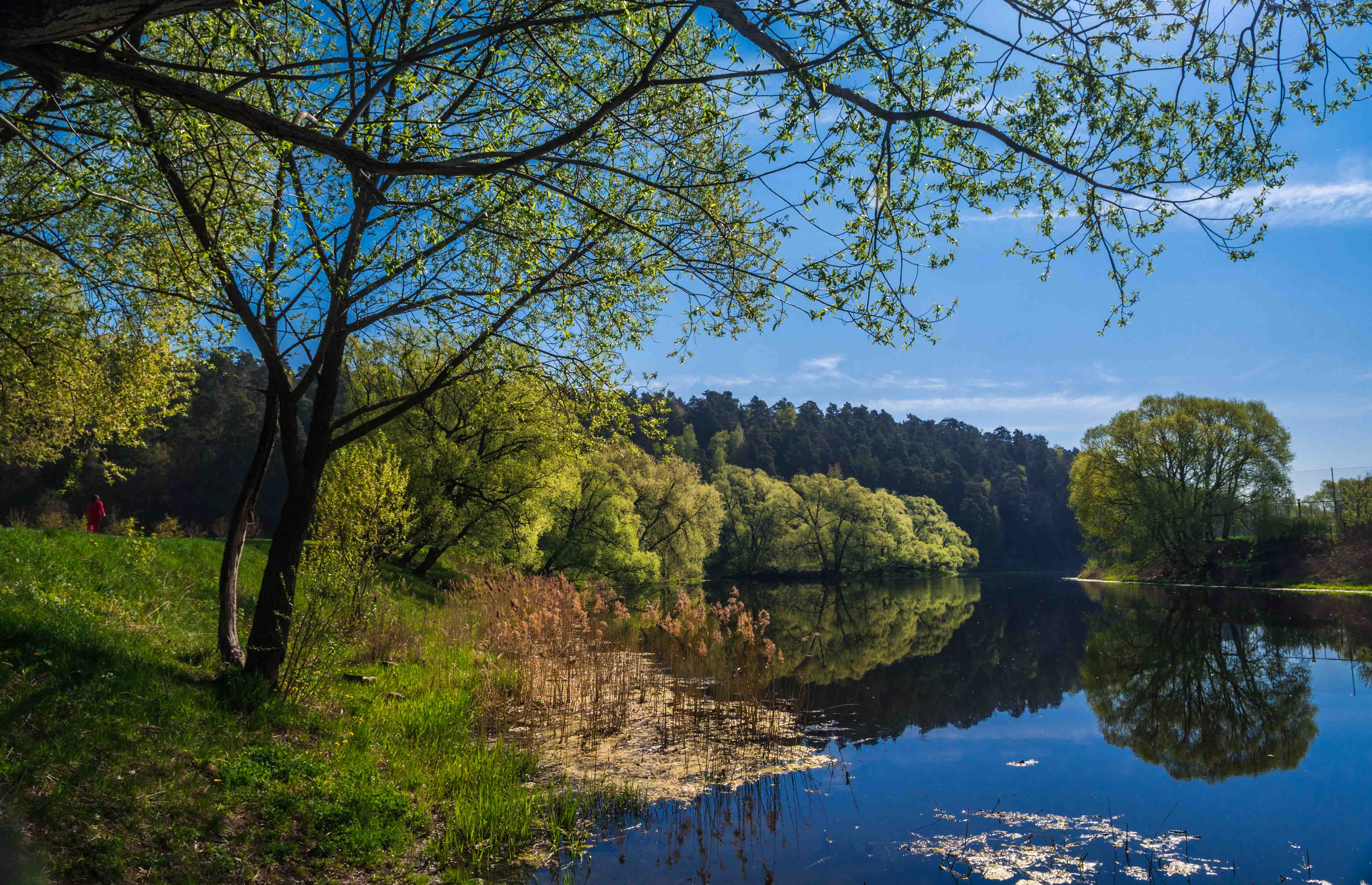
Впадение Десны в Пахру

В октябре 1989 года была образована местная религиозная община, которая стала добиваться возвращения храма Церкви. 1 февраля 1990 года Подольский райисполком вынес решение о регистрации общины и передаче храма общине; однако формальные препятствия к открытию храма оставались. Первое богослужение состоялось 22 июля 1990 года вне стен храма, на улице.
2 августа 1990 года Совет по делам религий постановил зарегистрировать общину Русской православной церкви в посёлке Дубровицы и поручил Московскому областному совету церковь Знамения Пресвятой Богородицы передать общине. Московский областной исполнительный комитет отказался выполнять решение. Конфликт разбирался в Верховном Совете РСФСР, отказ Мособлисполкома был признан необоснованным.
Первая литургия в возобновлённой церкви была отслужена викарием Московской епархии епископом Можайским Григорием (Чирковым) 14 октября 1990 года. А накануне 13 октября по благословению владыки Григория первый настоятель о. Сергий Позоров совершил малое освящение храма.
В 2000 году приход возвратил в храм уцелевшие иконы иконостаса, находившиеся на хранении во Всероссийском институте животноводства.
14 октября 2020 года, в праздник Покрова Пресвятой Богородицы, в Подольском благочинии прошли торжества, посвященные 30-летию возрождения приходской жизни в Знаменском храме поселка Дубровицы. Также отметили 330-летие основания храма и 170-летие третьего освящения храма святителем Филаретом, митрополитом Московским.
(Второе освящение храма было 21 декабря 1812 года (3 января 1813 года), вскоре после ухода из села Дубровицы войск Наполеона).
Детская воскресная школа при Знаменском храме в Дубровицах существует с 2003 года. В настоящее время в ней в пяти классах обучаются около 80-ти детей в возрасте от четырёх до тринадцати лет. Духовником школы является настоятель Знаменской церкви протоиерей Андрей Грицышин. Также при храме открыто отделение Библейско-богословских курсов Московской митрополии для желающих изучать Священное Писание, православное вероучение и богослужение.
При храме действует детская театральная студия. Ставятся рождественские и пасхальные представления, спектакли по произведениям русских и зарубежных классиков. Обзорные экскурсии по храму и усадебному комплексу в Дубровицах проводит паломническая служба церкви Знамения Пресвятой Богородицы.

### Святыни храма
- Храмовая икона Богородицы «Знамение», написанная около 150 лет назад. В 2005—2006 годах икона была отреставрирована. Этот образ особо почитается прихожанами. Престольный праздник иконы Божией Матери «Знамение» 10 декабря[87].
- Распятие Иисуса Христа, деревянное скульптурное Распятие — ему уже более трёхсот лет[88].
- Рака с мощами священномученика Николая Порецкого. День памяти священномученика Николая — 27 июля[89][90][91].
- Чтимые иконы с частицей святых мощей следующих святых: святого пророка Предтечи и Крестителя Господня Иоанна, великомученика Димитрия Солунского, мученика Вонифатия, преподобного Серафима Саровского, благоверного великого князя Александра Невского, блаженной Матроны Московской, мученика Иоанна воина, святых 40 мучеников Севастийских[92].
- Святой источник великомученицы Параскевы Пятницы. Он расположен в километре к северо-западу от храма, в лесу, на высоком обрывистом берегу р. Десны, и известен с начала XIX века. До революции это место было почитаемо жителями Подольска, там служились молебны. В советское время источник разрушили. В 2000 году Митрополит Крутицкий и Коломенский Ювеналий (Поярков) благословил возобновить здесь службы и восстановительные работы. За последние годы на источнике возвели часовню, устроили бассейн для погружений и облагородили прилегающую территорию[93].

### Список икон из четырёхъярусного иконостаса Знаменской церкви
Всего в иконостасе 26 икон.

1. Местный чин (или нижний ряд) — 14 икон, в том числе:

Царские врата — 6 икон и 2 надвратные иконы, диаконские двери — 2 иконы, местные — 4 иконы.

2. Праздничный чин — 6 икон.

3. Деисус — 3 иконы.

4. Пророческий чин (завершение) — 3 иконы.
1. Местный чин
- Местночтимые иконы:

у южной двери — икона первоверховных апостолов Петра и Павла,

у северной двери — икона страстотерпцев Бориса и Глеба

(иконы отреставрированы в мастерской ГИМа).
- На диаконских дверях:

южных — икона архидиакона Филиппа (отреставрирована),

северных — икона архидиакона Стефана.
- На Царских вратах в медальонах:

на правой створке врат — евг. Матфей, Богородица, евг. Марк;

на левой створке врат — евг. Иоанн, арх. Гавриил, евг. Лука.
- Надвратные: икона Богоматери Оранта, выше — икона Евхаристии («Тайная Вечеря»).
- По бокам от Царских врат иконы Христа и Богоматери (воссозданы Д. Н. Суховерковым, Третьяковская галерея).

Справа — «Спаситель», слева  — икона Богоматери «Неувядаемый Цвет».
2. Праздничный чин

Иконы двунадесятых праздников начинаются от Царских врат:
 
справа находятся иконы основных событий истории Христа,

слева — Пресвятой Богородицы. 
Последовательность событий Евангельской истории идёт от правого края ряда.
- Иконы Христа: «Крещение Господне» (реставрировала Е. А. Гра, Третьяковская галерея),

«Вход Господень в Иерусалим», «Выход Господень из Ада».
- Иконы Богородицы: «Благовещение», «Рождество» (отреставрирована в мастерской ГИМа),

заканчивается ряд иконой «Сретение»: младенца Иисуса вносят в Иерусалимский храм.
3. Ростовой деисус
- В центре ряда находится икона Спасителя на троне с предстоящими — «Архиерей Великий, прошедший Небеса», самая большая икона в иконостасе (240×225 см).

Края деисуса фланкированы иконами, на которых изображены группы святых.
- Слева от иконы Христа — икона «Апостолы». На ней апостол Петр, где он первый в группе из пяти апостолов, 
несёт раскрытый свиток (иконы реставрировала Е. А. Гра, Третьяковская галерея).
- Справа от иконы Христа — икона с изображением пяти апостолов во главе с апостолом Павлом.

4. Пророческий чин
- В центре икона Богоматери на престоле — Панахранта (Всецари́ца).
- По сторонам от Неё пророки со свитками: справа — царь Соломон, слева — царь Давид.

—————————————————————————————————

Реставрация иконостаса, начатая в 60-х годах прошлого века, полностью завершена в 2024 году!

10 декабря 2024 года, в престольный праздник иконы Божией Матери «Знамение», архиепископ Подольский и Люберецкий Аксий освятил после реставрации иконостас храма.

### Репрессированные православные священно- и церковнослужители
- Порецкий Михаил, протоиерей[95]. Даты жизни: около 1881—1930-е гг. Был арестован в начале 1930 года. Приговор: ссылка в Среднюю Азию. Умер в ссылке, в Семипалатинске, Средняя Азия.
- Пономарёв Василий Сергеевич, псаломщик[96]. Даты жизни: около 1872—1948 гг. Арестован в 1937 году. Приговор: 10 лет ИТЛ системы ГУЛАГ.

### Настоятели церкви, клирики и Дубровицкая ЦПШ
| Настоятели церкви за всю историю | Настоятели церкви за всю историю                                            |
| Даты служения                    | Настоятель                                                                  |
| -------------------------------- | --------------------------------------------------------------------------- |
| … — …                            | …                                                                           |
| до 1741 — после 1745             | иерей Иоанн Семенов                                                         |
| до 1771 — после 1773             | иерей Антоний Семенов (погребён 26 октября 1777 года при Знаменской церкви) |
| до 1777 — после 1793             | иерей Сергий Иванов (Романовский) (с 1789 года благочинный)                 |
| до 1798 — после 1807             | священник Емилиан Иванов                                                    |
| до 1812—1833                     | священник Иоанн Михайлов                                                    |
| февраль 1834 — март 1834         | священник Иоанн Горский                                                     |
| апрель 1834—1852                 | священник Иоанн Георгиев (Булкин) (прослужил священником 42 ½ года)         |
| 1853 — после 1865                | священник Алексий Владимиров (Павловский)                                   |
| до 1873—1882                     | священник Алексий Смирнов                                                   |
| 1883—1894                        | священник Пётр Скворцов                                                     |
| 1895—1912                        | священник Леонид Ильинский                                                  |
| 1913—1929                        | священник Михаил Порецкий                                                   |
| 1929—1990                        | период закрытия храма                                                       |
| 1990—1999                        | протоиерей Сергий По́зоров                                                   |
| ноябрь 1999—2004                 | священник Александр Катков (будучи реставратором, восстанавливал этот храм) |
| декабрь 2004 — н. в.             | протоиерей Андрей Грицышин (древлехранитель Подольской епархии)             |

| Дубровицкая церковно-приходская школа | Дубровицкая церковно-приходская школа                                                                                     | Дубровицкая церковно-приходская школа                                                                                                   | Дубровицкая церковно-приходская школа |
| Даты                                  | Законоучитель | Учитель | Попечитель                            |
| ------------------------------------- | --- | --- | ------------------------------------- |
| с 1889 года                           | священник Леонид Ильинский (В 1888 году выпускник Московской духовной семинарии. Заведующий школой с 1895 года.)          | Иван Сергеевич Смирнов (Работал до 1900 года. Учитель преподавал чтение, письмо и арифметику.)                                          | князь С. М. Голицын                   |
| 1889—1912                             | священник Леонид Ильинский (В 1903 году избран членом Подольского отделения Московского епархиального училищного совета.) | Екатерина Павловна Омирова (Окончила в 1894 году Московское Мариинское епархиальное училище. В Дубровицкой школе работала с 1900 года.) | князь С. М. Голицын                   |
| с 1913 года                           | священник Михаил Порецкий (В 1929 году храм был закрыт для богослужения.)                                                 | Екатерина Павловна Босова (ур. Омирова) — директор школы.                                                                               | На средства конторы Голицыных         |

| Приход Дубровицкой церкви до её закрытия в 1930 году | Приход Дубровицкой церкви до её закрытия в 1930 году                                                                         |
| Даты                                                 | Ктиторы и руководство общины мирян                                                                                           |
| ---------------------------------------------------- | --- |
| 1848—1859                                            | Попечитель прихода, московский генерал-губернатор Арсений Андреевич Закревский В 1850 году в приходе находилось 13 деревень. |
| 1864—1912                                            | церковный староста, князь Сергей Михайлович Голицын                                                                          |
| до 1877 — …                                          | ктитор, дипломат Кирилл Михайлович Нарышкин                                                                                  |
| 1890—1912                                            | ктитор, князь Сергей Михайлович Голицын                                                                                      |

| Притч Дубровицкой церкви до её закрытия в 1930 году | Притч Дубровицкой церкви до её закрытия в 1930 году             |
| Даты служения                                       | Клирики церкви                                                  |
| --------------------------------------------------- | --------------------------------------------------------------- |
| до 1745 — …                                         | диакон Семеон Григорьев                                         |
| … — после 1745                                      | диакон Антон Семенов                                            |
| до 1745 — после 1771                                | дьячок Иоанн Семенов                                            |
| до 1771 — после 1773                                | диакон Кирилл Ильинов                                           |
| до 1779 — после 1786                                | дьячок Иоанн Самойлов                                           |
| до 1779 — после 1786                                | пономарь Тимофей Евтифеев                                       |
| до 1779 — после 1793                                | диакон Иоанн Федоров                                            |
| 1834 — после 1855                                   | диакон Иоанн Васильев (Березкин)                                |
| до 1837 — после 1873                                | дьячок Александр Васильев (Сокольский)                          |
| до 1824—1850                                        | пономарь Василий Егоров                                         |
| до 1852—1890                                        | пономарь до 1880; с 1884 псаломщик Димитрий Иванов (Виноградов) |
| до 1873—1905                                        | диакон Павел Омиров                                             |
| 1892—1905                                           | псаломщик Сергий Боманов                                        |
| 1906—1926                                           | диакон Иоанн Омиров                                             |
| 1907—1929                                           | псаломщик Василий Сергеевич Пономарёв                           |
| до 1913—1929                                        | регент Михаил Данилович Суханов                                 |
| 1926—1929                                           | диакон Димитрий Омиров                                          |